# Bayer 04 Leverkusen
A Bayer 04 Leverkusen német labdarúgóklubot 1904. július 1-jén alapították Leverkusen városában a Bayer gyógyszergyár dolgozói. A Leverkusen 1979 óta tagja a Bundesligának. A csapat hazai mérkőzéseit a 30.210 férőhelyes BayArenában játssza.
Egyszeres német bajnok, és az első csapat mely veretlenül végzett a Bundesliga élén a 2023-24-es idényben. Bajnoki címe mellett a Leverkusen öt alkalommal végzett a német bajnokság második helyén. 1993-ban és 2024-ben Német Kupát nyert. 1988-ban megnyerték az UEFA-kupát, 2002-ben a Bajnokok Ligája döntőjébe jutottak.
A Bayer 04 második, ifjúsági csapata egészen a 2014 nyarán történt megszüntetéséig a német negyedosztályban szerepelt. A női csapat 2010 óta (a 2017-18-as idény kivételével) a német első osztályban szerepel.

## Története

### A kezdetek
A klub története 1903 februárjában kezdődött, amikor Wilhelm Hausschild – a Wuppertaler Turngau sportegyesület korábbi titkára – levelet küldött 170 dolgozó aláírásával a Friedrich Bayer & Co. vezetőségének, melyben egy sport/torna-egyesület felállítását kérte. A levél nem talált süket fülekre: 1904. július 1-jén az első németországi üzemi-sportklubok között megalakult a Turn- und Spielverein der Farbenfabriken vorm. Friedr. Bayer & Co., röviden TuS 04 (Turn- und Spielverein der Farbenfabriken = Festékgyári Torna- és Játékegyesület). Már a klub megalakulásakor lehetett a futballt választani több más sport közül – nem csoda, hiszen már ekkor ez volt a fiatalok legkedveltebb játéka.

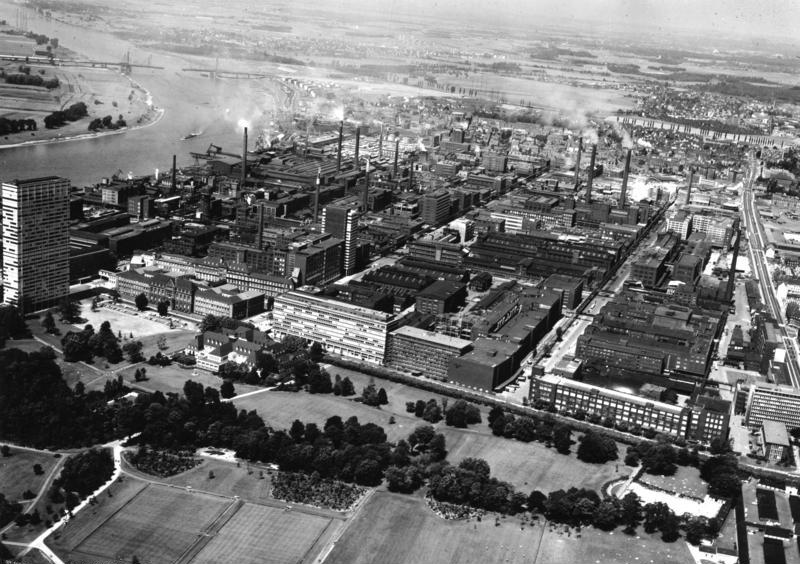
A Bayer-gyár Leverkusenben (1965).

Azonban gyár vezetősége hagyományi okokból inkább a tornasportokat támogatta. A kocka 1907-ben fordult, amikor a TuS megszavazta egy futballcsapat felállítását. A focicsapat megalapítása 1907. március 31-én, a Wiesdorfer Hof étteremben történt 23 játékos és 4 szurkoló részvételével. Az első mérkőzését az újonnan alakult együttes 1907 augusztusában játszotta a Ballspielverein Manfort (Manforti Labdajáték Egyesület) ellen. Elhivatottságuk jeleként a játékosok engedélyt kértek a gyár címerének mezeikre varrására. Ez 1907 karácsonyán történt meg: az eredeti klubcímeren már megtalálható volt a „Bayer oroszlán”, mely egy földgolyót és egy caduceus-t (hírnökpálca) tartott a kezeiben.
Az alapítás után alig négy évvel, a TuS 04 már a kölni körzet másodosztályában játszott. Ekkor merült fel az első probléma, nevezetesen a saját pálya hiánya. Az első világháború átmenetileg megszakította a sporttevékenységeket, de mihelyst véget ért, a dolgozók visszatértek a gyárba és futballpályára: melyet a Dhünnaue mezőn alakítottak ki Wiesdorfban (Leverkusen városrésze). A konzervatív Deutsche Turnerschaft (Német Testnevelési Szervezet) miatt, akik ragaszkodtak a torna és a sport elválasztásához, a futballcsapat tagjai végül 1923-ban szakítottak a TuS 04-gyel.
A játékosok egy önálló futballklubot hoztak létre, Fußballverein 04 Leverkusen néven. A csapatszínek – vörös és fekete – és a címer megmaradtak. Az egyesület szinte azonnal szert tett közel 150 tagra – mind a Bayer gyár munkásai voltak. A következő öt évben megjelent a boksz, az atlétika és a kézilabda is sportszakok között, így megalakult a Sportvereinigung Bayer 04 Leverkusen sportegyesület.

### A harmincas évek
1931 döntő fordulatot hozott a klub életében: a Langenfeld felett aratott 3:1-es győzelmüknek köszönhetően feljutottak a kölni körzet első osztályába. Az előrelépésnek köszönhetően a csapat átköltözött az Am Stadtparknak nevezett új létesítménybe, mely egészen 1958-ig adott otthont a Leverkusen mérkőzéseinek.
1936 májusától kezdték viselni a Bayer címert a mezeken, az oroszlán – átmenetileg – eltűnt. Már az új mezben játszottak a Solingen 95 ellen osztályozót az akkori német másodosztályba való felkerülésért. Teljes sikerrel!

### A negyvenes évek
A Leverkusen népszerűsége folyamatosan nőtt, egyre nagyobb tömegek jártak ki a mérkőzéseikre. 1941-ben az Am Stadtpark köré lelátót építettek. Azonban a második világháború kitörésével a Bayer 04 – ahogy már akkor nevezték – kénytelen volt felfüggeszteni futball-tevékenységét.
A háború után a gyógyszergyáriak visszatértek a tétmeccsek világába: a kölni körzet első osztályában domináltak. Ebben az időben indított a Közép-Rajnai Futballszövetség egy komolyabb amatőr ligát, melyet két részre bontottak. E két ág nyertese osztályozót játszhatott egymással az Oberliga Westbe (az egyik nyugatnémet első osztály, Nordrhein-Westfalen tartomány legjobb csapatai alkották) való felkerülésért. A Leverkusen azonban 5:1-es összesítéssel elvesztette az osztályozót az 1. FC Kölnnel szemben.
A Bayer 04 válaszút előtt állt: tovább folytatják az amatőr ligás szereplést, vagy csatlakoznak a profi futballhoz.

### Az ötvenes évek

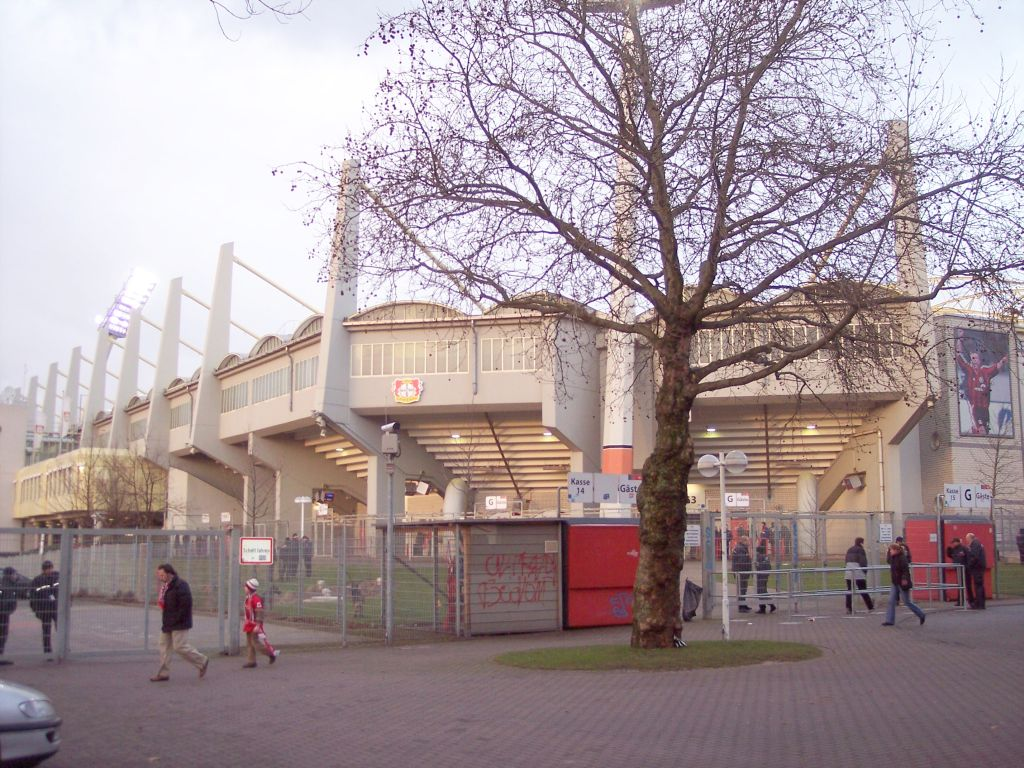
Az Ulrich-Haberland-Stadion bejárata. (Az 1997-es átépítés utáni állapot.)

Mint az kitalálható volt, a második lehetőség mellett döntöttek és 1949-ben csatlakoztak az Oberliga West másodosztályához. Ez akkoriban a nyugatnémet labdarúgás másodosztályát jelentette (1949-1963-ig) négy másik Oberliga 2-vel egyetemben [„Nord” (ez valójában 5 külön liga volt, csak az első osztály volt egységes), Südwest, Süd, Amateur-Oberliga Berlin]. Első évükben az ötödik helyen zártak, majd az 1950-51-es szezont megnyerték és feljutottak az Oberliga West-be. 1951-től 1956-ig voltak tagjai az első osztálynak, legjobb eredményük egy harmadik hely volt az 54/55-ös szezonból. Ekkor mindössze három ponton múlott részvételük a Deutschen Meisterschaft végső fordulóiról. (Itt az 5 résztvevő Oberliga legjobbjai mérték össze tudásukat, a győztes lett a nyugatnémet bajnok.) A Leverkusen legfontosabb játékosai ekkoriban – a később edzőként is a csapatot szolgáló – Theo Kirchberg, Heinz Papenhoff, Freddy Mutz (kapus) és Emil Becks (csatár) voltak. A remek szereplés után azonban általános meglepetésre egy olyan gyenge szezon következett, mely nemcsak az edző, Hans-Josef „Sepp” Kretschmann állásába, hanem az Oberliga West első osztályában való szereplésbe került. A kieséstől azonban nem esett össze a csapat: 1958-tól már az újonnan épült 20 000 néző befogadására alkalmas Ulrich-Haberland-Stadion (most BayArena) gyepén rúghatták a bőrt. A stadion nevét a Bayer AG volt, majd 1961-ben elhunyt elnökéről, Ulrich Haberlandról kapta.

### A hatvanas évek
1962-ben a Bayer 04 ismét felkerült az Oberliga West első osztályába. Az 1962-63-as idény azonban nemcsak a gyógyszergyáriaknak, hanem az egész nyugatnémet labdarúgásnak fordulatot hozott. Az NSZK az 1962-es chilei labdarúgó-világbajnokság negyeddöntőjében elszenvedett veresége után újra felmerült a nyugatnémet profi-futballrendszer egységesítése. Az új szisztémát angol mintára építették ki: most már csak egy darab egész Nyugat-Németországra kiterjedő első osztály létezett: a Bundesliga. A 16 „alapító csapatot” a sikeresség, a gazdasági stabilitás és a volt Oberligák egyenlő arányú képviselete alapján válogatták össze. Ennek a szisztémának esett áldozatul (többek között) a Leverkusen, mely így az 1963-64-es idényt újra a másodosztályban kezdhette, melyet időközben Regionalliga West-re (1963-74) kereszteltek át. (1974-ig megmaradt az öt külön másodosztály területi alapon szétválasztva.)
A gyógyszergyáriak eleinte halovány teljesítményt nyújtottak, a középmezőny második feléhez tartoztak. Azonban az 1967-68-as szezonban – szinte a semmiből – az első helyen végeztek és így esélyük nyílt a Bundesligába feljutni. A Regionalliga Süd bajnoka, az Offenbacher Kickers azonban útjukat állta és szoros küzdelem után összesítésben 3:2-re felülmúlta őket.

### A hetvenes évek
Sikerekben és szerencsében szegény évek következtek. A másodosztály középmezőnyében játszottak, míg az 1972-73-as szezonban elért 17. helyük miatt lecsúsztak a Verbandsliga Mittelrheinbe (akkor az egyik harmadosztály volt több másik mellett). Ugyan a gyógyszergyári csapat kimagaslott a mezőnyből és első idényüket azonnal megnyerték, a futballszervezet újra közbeszólt: 1974-ben alakult meg a Bundesliga 2, az új másodosztály. Ezzel a nyugatnémetek újabb lépést tettek a racionalizálás felé: az öt külön másodosztályból kettőt alkottak, egy délit és egy északit. Ez a reform újonnan keresztbe tett a Leverkusennek, akik hiába nyerték meg a harmadosztályt, a helyhiány miatt ugyanott maradtak.

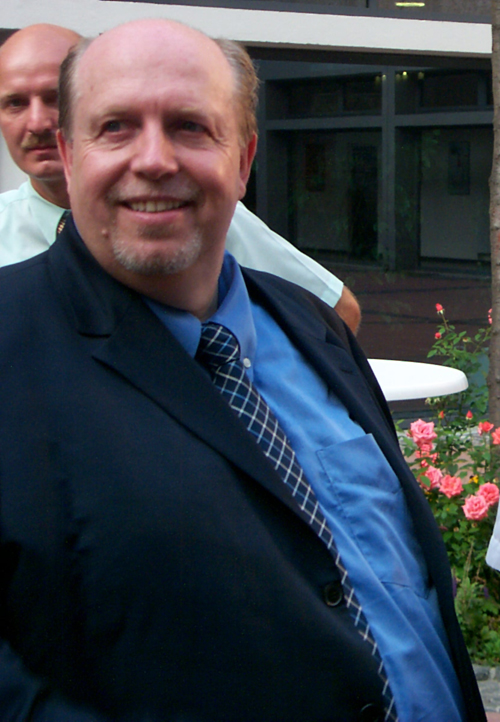
Reiner Calmund (2002).

Ennél a pontnál két dolgot is meg lehet jegyezni. Egyrészt a Bayer 04-et hagyományosan üldöző balszerencsét, de ami fontosabb, a hihetetlen tartást és küzdeni akarást, melynek rögtön meg is lett az eredménye. Második szezonjukat is megnyerték és végre visszakerültek a másodosztályba, pontosabban a Bundesliga 2 Nordba. Magabiztos, egyre jobb teljesítménnyel négy év alatt felküzdötték magukat az élmezőnybe, ahol a sors iróniájából egy másik Bayer-szponzorált csapattal, az FC Bayer 05 Uerdingennel lejátszott 3:3-as döntetlennek köszönhetően május 12-én bebiztosították győzelmüket a bajnokságban. Várt rájuk a Bundesliga.
A korszak meghatározó játékosai között említhetjük Norbert Zieglert (középpályás), a nyugat-német válogatottban is később bemutatkozó Thomas Hörstert (védő), aki a 90-es évektől edzőként segítette a fiatal leverkuseni játékosok fejlődését, és nem utolsósorban a klub másik alapemberét, Jürgen Gelsdorfot (védő), aki mára már szintén hosszú edzői múlttal rendelkezik.
Nem feledkezhetünk meg a sikeredzőről, Willibert Kremerről sem, aki 1976-ban vette át a csapatot és átcsábította a szomszédos Frechen 20 csapatának menedzserét, Reiner „Calli“ Calmundot aki egészen 2004-ig a Leverkusent segítette. Kremer 1981-ig maradt a gyógyszergyáriaknál, ezzel ő a második legtovább itt dolgozó edző Theo Kirchberg mögött.

### A nyolcvanas évek
A Bayer 04 első Bundesliga mérkőzése ma már rangadónak számítana. Nem véletlen, hiszen első meccsüket a Rummenigge nevével fémjelzett Bayern München ellen játszották. Kikaptak 3:1-re, de ez megbocsátható a Bayern év végi bajnoki címét látva. A Leverkusen első Bundesligában esett gólját Dietmar Demuth (védekező középpályás) szerezte, egy tizenegyest értékesített. Az idényt a 12. helyen zárták.
A nyolcvanas években folyamatos előrelépés volt tapasztalható, leszámítva az 1981/82-es idényt, amikor a 16. helyen végezve osztályozót kellett játszaniuk a bennmaradásért. (A Bundesliga ekkor már 18 csapatot számlált.) Az ellenfél az a Kickers Offenbach volt, aki már egyszer elhalászta előlük a Bundesligás szereplést, 1968-ban. Most az offenbach-iak nem okoztak hasonló rémületet. Az 1982. június 4-én és 9-én vívott meccseken 3:1-es összesített eredmény született. A gyógyszergyáriak maradtak a top-ligában.
Igazi örömre is volt ok: a Bayer 04 Leverkusen II 1981-ben feljutott az Oberliga Nordrheinbe, mely akkoriban az egyik negyedosztályt jelentette (9 közül).
Az 1983-84-es szezon már majdnem meghozta az áhított nemzetközi kupaszereplést, de végül a 7. hellyel, 4 pont lemaradással lecsúsztak a lehetőségről. 1984 volt továbbá a tulajdonosváltás éve: a Sportvereinigung (SV) Bayer 04 Leverkusen újra egyesült a Turn- und Spielvereinnel (TuS 04), így létrehozva a TSV Bayer 04 Leverkusen e. V.-t. Az egyesület alapszínei a vörös és fehér lettek.
Az 1984-85-ös felejthető szezon után az 1985-86-os idény végül meghozta az áttörést: 6. helyezésével a TSV Bayer 04 Leverkusen indulhatott a második számú európai kupában, az UEFA kupában. (Cha Bum-Kun a negyedik legeredményesebb játékosa volt a Bundesligának, 17 találattal.) Az UEFA kupa első fordulóját simán vették, 7-1-es eredménnyel búcsúztatták a svéd Kalmar FF együttesét, ám a cseh Dukla Praha megálljt parancsolt nekik idegenben szerzett több góllal (1-1).
Az 1986-87-es szezonzáró ismét a hatodik helyen találta a csapatot, így megint nekifuthattak az UEFA kupának. A gyógyszergyáriak szinte a semmiből jöttek… és mindent vittek!

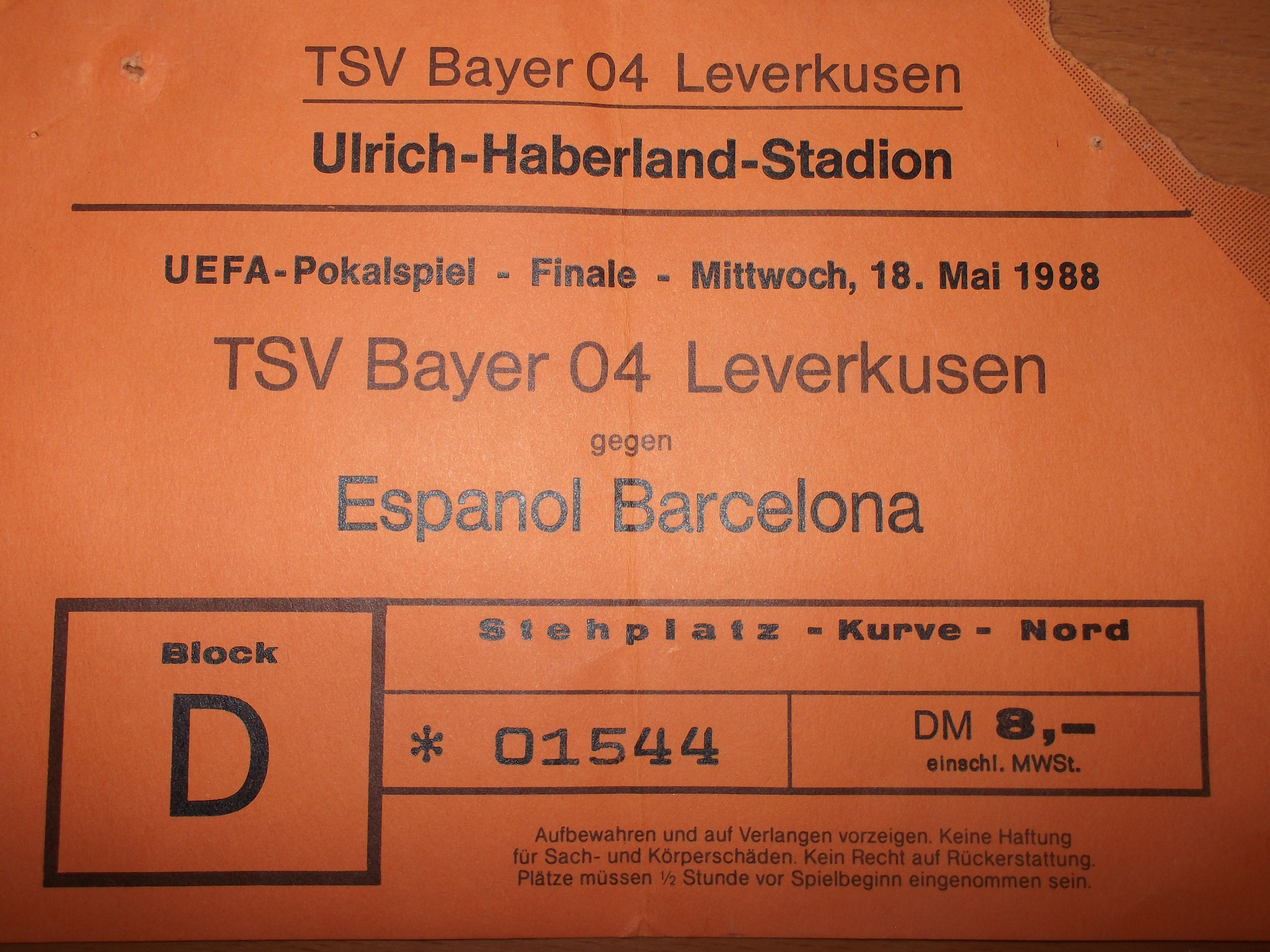
Jegy az UEFA kupa döntőre (1988).

Az első fordulóban az FK Austria Wient búcsúztatták (5-1), majd szerényebb különbséggel (2-1) a Toulouse FC-t is. A harmadik fordulóban igencsak megizzadtak a Feyenoord Rotterdam ellen, de végül sikerrel vették az akadályt (3-2). A legkomolyabb ellenfél azonban a negyed-döntőben várt rájuk: az FC Barcelona. A hazai 0:0 után már mindenki biztos volt a gránátvörös-kékek továbbjutásában, de óriási meglepetésre a Barca hazai pályáján, a Camp Nouban a brazil válogatott Tita góljával 1:0-ra nyert a Leverkusen és továbbjutott az elődöntőbe. A parádés meccseket játszó Werder Bremen sem tudta megakadályozni a Bayert abban, hogy döntőt játszhassanak (1:0).
Az RCD Español elleni kétfordulós döntő első meccse nagyon sima spanyol győzelmet hozott, Losada és Soler tíz perc alatt lerendezték a találkozót (3:0). Úgy tűnt, nincs is értelme a visszavágónak, azonban a Leverkusen másképp gondolta: Tita, Falko Götz és Cha találataival (és Herbert Waas remek játékával) már egálban állt a két csapat. Még a tizenegyesek is jobban kezdődtek az Español szempontjából: Ralf Falkenmayer (középpályás) kihagyta. Santiago Urquiaga azonban megtette azt a szívességet, hogy a felső kapufára tüzel, Manuel Zúñiga a kapus lábát választotta, míg az utolsó rugóként nyomás alatt lévő Losada a kapu fölé bikázta a labdát. A TSV Bayer 04 Leverkusen UEFA kupa győztes 1988. május 18-án!
Még ugyanebben az évben az 1976 óta a csapatnál igazgatóként dolgozó Reiner Calmund átvette a vezérigazgatói posztot. Az ő kinevezése indított el egy olyan folyamatot, melynek hatására rövid időn belül a Bayer 04 középcsapatból élcsapattá vált.
Ugyan a gyógyszergyáriak még mindig inkább a Bundesliga középmezőnyéhez tartoztak, de címvédőként részt vehettek a következő UEFA kupán is, ahol meglepetésre már az első fordulóban alulmaradtak a portugál C.F. Os Belenenses-szel szemben (0:2).

### A kilencvenes évek
A Bayer 04 számára remekül indult az ezred utolsó évtizede. A 89/90-es szezont addigi legjobb eredményükkel, egy ötödik hellyel zárták, így újra UEFA kupa résztvevők lehettek. Ez alkalommal a harmadik fordulóig jutottak el, ahol az egészen az elődöntőig menetelő dán Brøndby IF ejtette ki őket (0:3).

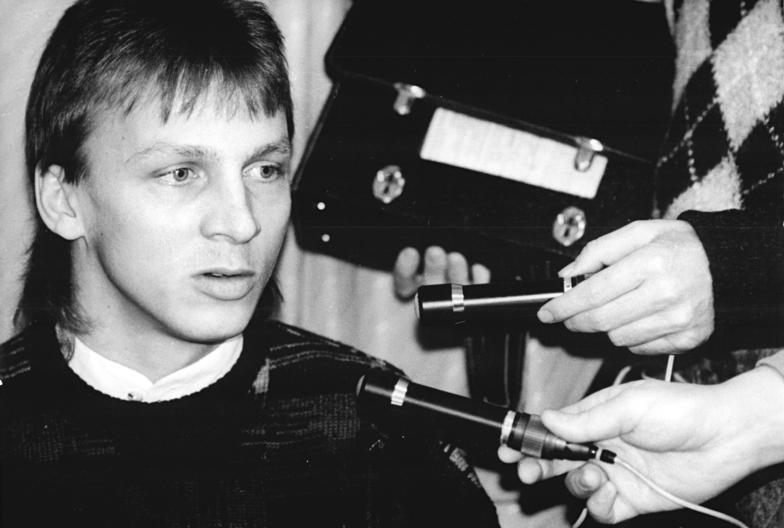
Andreas Thom (1989).

A kilencvenes évek eleje egész Németország számára fontos változást hozott. 1990 az újraegyesítés éve, az NSZK és az NDK összekapcsolása ebben az évben történt meg. Az egységes Németország a német futballra is hatással volt: egy fél ország csapatait kellett beintegrálni a Bundesliga rendszerébe. A Leverkusen vezérigazgatója ebben az időszakban kamatoztatta üzleti és csapatépítő tehetségét és szinte az elsők között szerződtetett le (volt) keletnémet sztárokat. Ekkor került a csapathoz a német válogatott támadó, Ulf Kirsten, aki az itt töltött 13 év alatt 181 gólt szerzett, ezzel a Bundesliga örökranglistájának ötödik helyét foglalja el. Az az Andreas Thom is ekkor érkezett, aki Kirstenhez hasonlóan korábban elnyerte a Legjobb Keletnémet Labdarúgó (Fußballer des Jahres) díjat a Berliner FC Dynamo támadójaként. De nem feledkezhetünk meg a cottbus-i Jens Melzigről sem, aki 1993-ban került a csapathoz védőposztra.

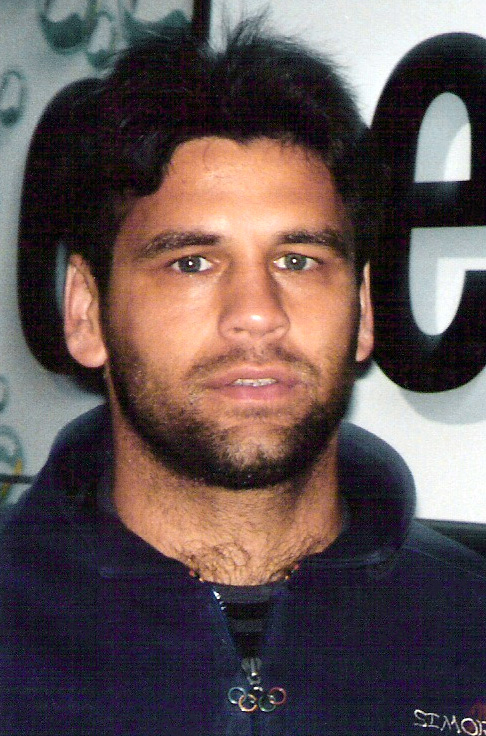
Ulf Kirsten (1997).

Reiner Calmund az elsők között nyitott Brazília felé: kapcsolata Juan Figerrel, az egyik legfontosabb brazil játékosügynökkel olyan játékosok leigazolását tette lehetővé, mint a válogatott Jorginho, vagy Paulo Sérgio. Ekkor érkezett továbbá a csehszlovák válogatott középpályás Pavel Hapal, és a kilencvenes években a gyógyszergyári védelem tengelyét alkotó Markus Happe és Christian Wörns is.
Fontos megemlékeznünk a csapat egyik ikonjának, Thomas Hörsternek távozásáról. A védő 1977 óta 332 alkalommal ölthette magára a Leverkusen mezét, visszavonulása után a Bayer 04 korosztályos csapatait irányította.
A Bayer 04 célja most már nemcsak az élmezőnyre tapadás, hanem kupák nyerése volt. Az 1992-93-as idény meg is hozta a várt eredményeket. Egyrészt úgy végeztek a bajnokság ötödik helyén, hogy Kirsten az első, Thom pedig a negyedik helyet foglalta el a góllövőlistán. A német kupa (DFB-Pokal) 92/93-as kiírásán a Leverkusen egészen a döntőig menetelt, olyan csapatokat búcsúztatva, mint az ASV Bergedorf 85, az 1. FC Kaiserslautern, a VfR Heilbronn, a Hertha BSC, az FC Carl Zeiss Jena és az Eintracht Frankfurt. A döntőben hatalmas meglepetésre a Verbands-pokalban (akkor ötödosztály) játszó Hertha BSC II-vel kerültek össze. A kiscsapat hősiesen küzdött, de Kirsten 77. percben szerzett góljával a Bayer 04 nyert. 1993. június 12-én a TSV Bayer 04 Leverkusen megszerez-te első német kupáját!
Győzelmével a Leverkusen két sorozatban is bemutatkozhatott. Elsőként a DFL-Supercupon, melyet a Bundesliga és a DFB-Pokal győztese játszott. Sajnos a kupa hihetetlenül szoros mérkőzésen (2:2, 6-7 bünt.) a Werder Bremen csapatához került. Fél évvel később a gyógyszergyáriak debütáltak az 1999-ig fennálló KEK-ben (UEFA Cup Winners' Cup), ahol egészen a negyeddöntőig jutottak: itt 5:5-ös összesítéssel, idegenben szerzett több találattal az S.L. Benfica jutott tovább. A Leverkusen első KEK-találata Pavel Hapal nevéhez fűződik, aki a FC Zbrojovka Brno ellen talált be. Kirsten 5 góljával a torna (megosztott) gólkirálya lett.

A győzelmek hatására Calmund a klubhoz tudta édesgetni a nagy nemzetközi hírnévnek örvendő Bernd Schustert és Rudi Völlert is. A tapasztalt középpályás, Hans-Peter Lehnhoff is ekkor érkezett. 

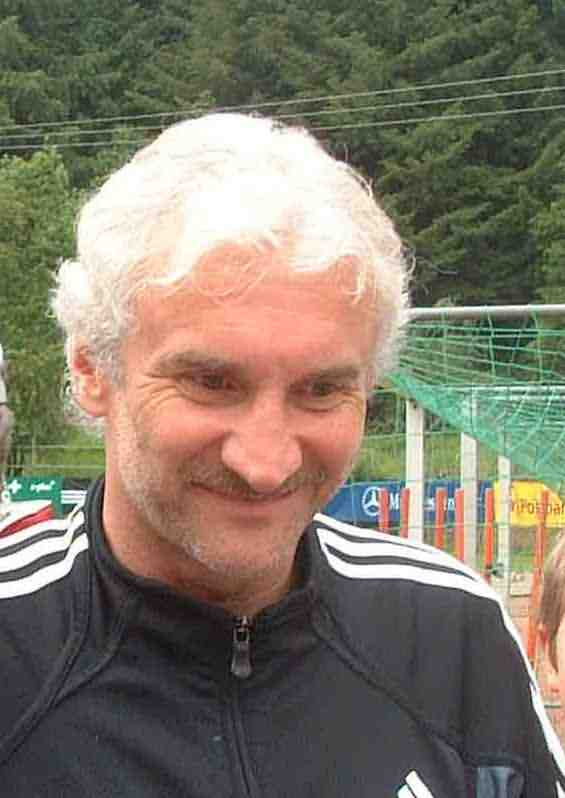
Rudi Völler (2004).

1993-94. A Leverkusen javított eddigi csúcsán, a harmadik helyet szerezték meg a Bundesligában. Paulo Sérgio szintén harmadik, ő a legeredményesebbek között. A rutinos német támadókkal kiegészülve újra nekivágtak az UEFA kupának (1994/95): egészen káprázatos meccseket (pl. 5:0 a Honvéd ellen) és gólkülönbséget (25:6) produkálva jutottak az elődöntőig, ahol meglepően simán, 1:5-re maradtak alul a Parma FC-vel szemben. Szépségtapasz Kirsten újabb gólkirályi címe 10 találattal.
Az 1994-95-ös szezonra rányomta bélyegét az elképesztő UEFA kupa szereplés, a csapat csupán a hetedik helyen végzett, igaz Völler és Kirsten hozzátette a magáét a gólátlaghoz 16 és 15 találattal. Sőt, Schuster az Eintracht Frankfurt ellen lőtt elképesztő, 45 méteres találatát megválasztották az év góljának (Tor des Jahres). Ebben az évben mutatkozott be továbbá harmadik mezként a klasszikus vörös-fekete színösszeállítás, mely olyan népszerű lett a rajongók között, hogy hamarosan felváltotta a hazai vörös-fehér mezt. A hetedik helyért nem járt volna kupaszereplés, azonban ebben az évben vette át az UEFA az Intertotó-kupát (UEFA Intertoto Cup), mely az európai kupaporondról lemaradt jelentősebb csapatoknak biztosított „nyári elfoglaltságot”. A jutalom, az első 2, majd 3 csapat számára az UEFA kupa szereplés volt. Érdekes módon a most már sztárokkal megpakolt Leverkusen a negyeddöntőben tizenegyesekkel kikapott a mindössze két éve létező FC Tirol Innsbrucktól.
Az 1995-96-os szezon így nemzetközi kupaszereplés nélkül indult, de nemsokára kiderült, hogy nem csak emiatt kell aggódni. A Bayer 04 olyan gyenge évet zárt, hogy csak az 1. FC Kaiserslautern ellen játszott szezonzáró meccsen elért 1:1-nek köszönhetően nem estek ki a Bundesligából. Ez az eredmény az edző, Erich Ribbeck állásába és több fontos játékos elvesztésébe került. A támadók közül Bernd Schuster és a visszavonuló Rudi Völler, a középpályáról Ioan Lupescu ment el. Ekkor már nem volt a csapatnál Pavel Hapal és Andreas Thom sem.

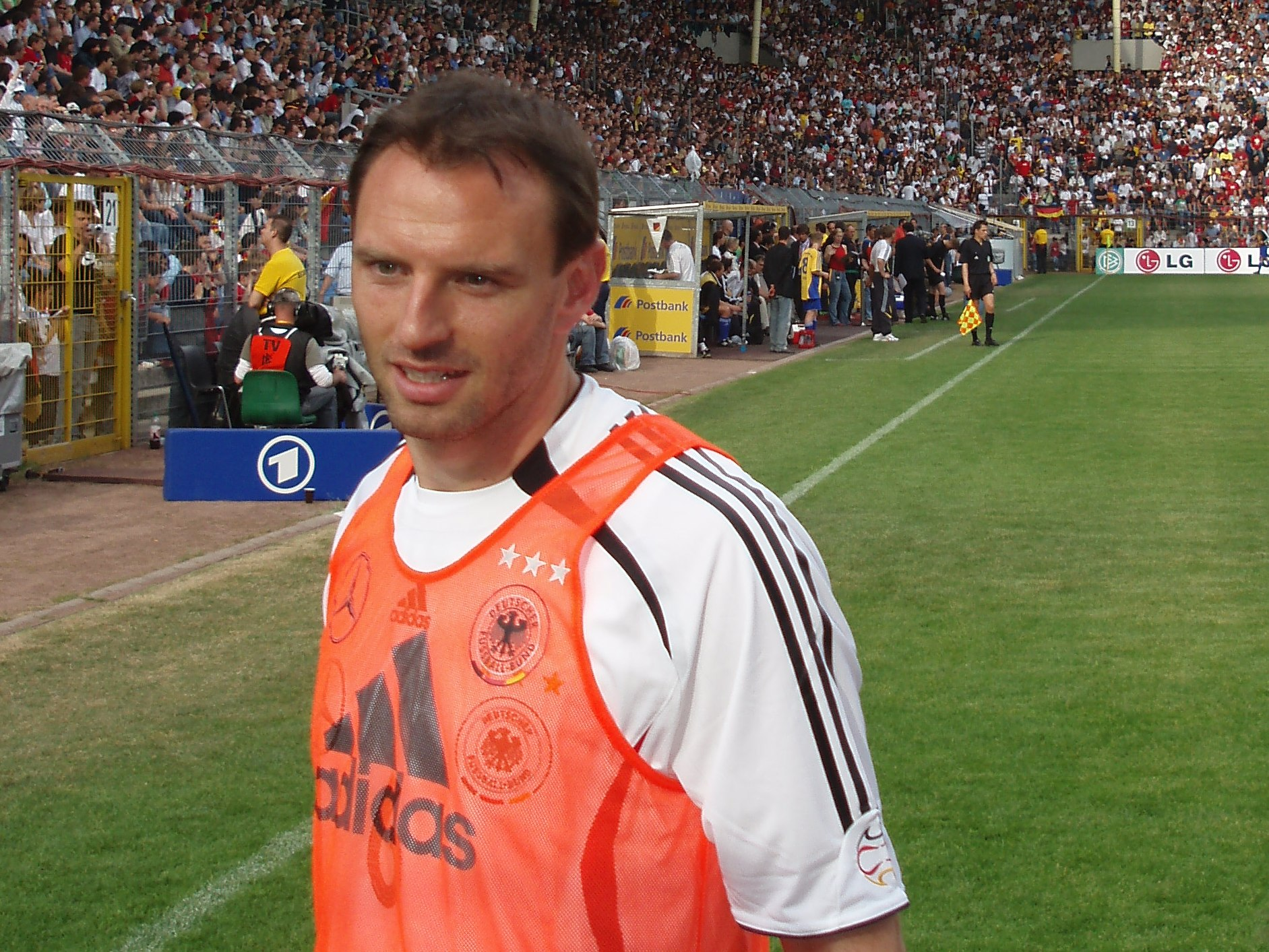
Jens Nowotny (2006).

Az új idényre vérfrissítés kellett. Az új edző, Christoph Daum vezetésével egy igazi sikercsapat épült: megérkezett a védelembe a most már Leverkusen-legendának tekinthető védő, Jens Nowotny, aki ezután tíz éven keresztül az alapcsapatban kapott helyet. A későbbi német válogatott – és 2008-ban innen visszavonuló – Carsten Ramelow is elfoglalta helyét a középpályán. A horvát válogatottból sokáig kihagyhatatlan Kovač-testvérek, Robert és Niko is ekkor léptek a Bayer 04 gyepére. 1996-ban került vissza a Bayer-oroszlán a mezekre. Az új címeren két vörös oroszlán tartotta a Bayer emblémát, fölöttük az alapítás éve (1904), alattuk Leverkusen város neve volt olvasható.
Az 1996-97-es szezon egészen elképesztő eredményt hozott. Az igencsak átalakult csapat a 2. helyen végzett, mindössze 2 ponttal lemaradva a Bayern München mögött. Ulf Kirsten 22 góljával újra felülhetett a szezon legjobb gólvágójának trónjára. 1997-ben fejeződött be az Ulrich-Haberland-Stadion felújítása. A modern létesítményt 1998-ban BayArena-ra keresztelték át.
Az 1997-es év végén a csapat ugyan búcsút mondhatott Paulo Sérgionak, de érkezett helyette egy másik futball-legenda, a brazil Emerson.

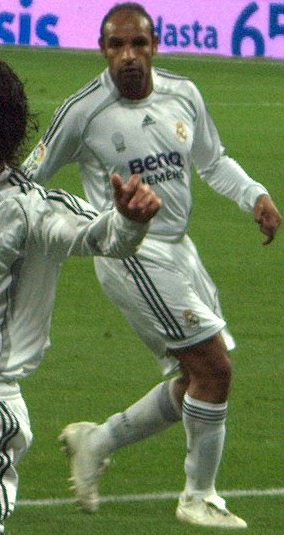
Emerson (2007).

Második helyüknek köszönhetően a gyógyszergyáriak debütálhattak a Bajnokok Ligájában (UEFA Champions League). Az F csoportba kerültek az AS Monaco FC, a Sporting CP és a belga Lierse SK mellé, mely csoportot az Henry és Trezeguet nevével fémjelezett Monaco nyerte (egymás elleni eredmény miatt), ám legjobb másodikként a Leverkusen is továbbjuthatott a negyeddöntőbe. Itt a későbbi győztes Real Madrid állította meg őket 1:4-es összesítéssel. A Bayer 04 Leverkusen első BL-ben szerzett gólját egy ’97-es igazolás, Stefan Beinlich lőtte, egy büntetőt értékesített a Lierse ellen.

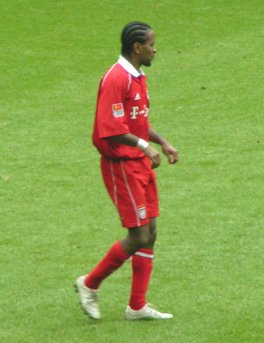
Zé Roberto (2006).

A BL szerepléssel párhuzamosan a Bayer 04 a Bundesligában is jól szerepelt, 3.-ként zárták az idényt, Kirsten mintha csak magát akarta volna másolni: ismét 22 góllal elnyerte a gólkirályi címet. Az egyesület fejlesztése végett 1998-ban megalakult a Bayer 04 Leverkusen Fußball GmbH (kft), melynek vezetői Wolfgang Holzhäuser és Reiner Calmund lettek. Eközben a csapathoz került Zé Roberto is. A 97/98-as évad nemcsak a nagycsapatnak hozott örömöket: a Bayer 04 Leverkusen II feljutott a Regionalliga West/Südwest-be, mely akkor az egyik harmadosztályt jelentette.
Az 1998-1999-es év újra Bundesliga sikert hozott, a Leverkusen 1997 után ismét második helyen végzett. A megszokottól eltérően Kirsten 19 találatával „csak” a második legjobb gólvágó lett. Az ezzel párhuzamos UEFA kupa szereplés a második körben, a Rangers F.C. ellen fejeződött be (2:3). Igaz, az év végén Niko Kovač elhagyta a klubot, de helyére érkezett az FC Hansa Rostock sztárja, Oliver Neuville. Ekkor csatlakozott a klubhoz a később igazi világsztárrá váló Michael Ballack, aki addig az 1. FC Kaiserslautern színeiben rúgta a bőrt és Bernd Schneider, a német válogatott középpályás is.
Külön kell említeni a leverkuseni kapuslegenda, Rüdiger Vollborn visszavonulását. A berlini születésű hálóőr egész profi pályafutása alatt a Leverkusenben játszott, ő tekinthető a hűség mintaképének és egyben ő a Leverkusen legtöbbet foglalkoztatott játékosa. 1982 és 1999 között 401 alkalommal ölthette magára a Leverkusen mezét.

### A 2000-es évek

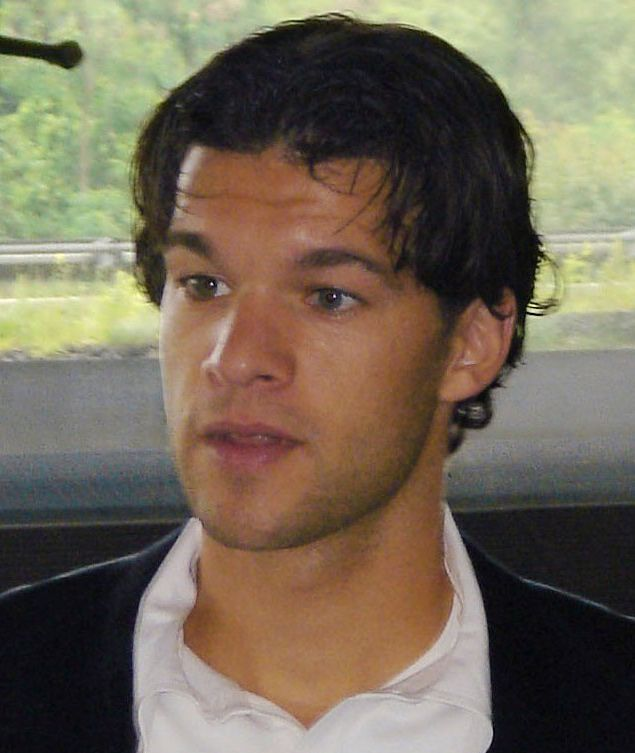
Michael Ballack (2005).

Az ezredforduló idényében már rengetegen várták a Bayer 04 első hazai bajnoki címét. A Bundesliga-győzelem szinte az utolsó meccsig biztos volt, de a cím végül egészen elképesztő módon a Bayern Münchenhez került! Az utolsó forduló előtt a Leverkusen előnye 3 pont volt a Münchennel szemben, tehát akár egy döntetlen is elég lett volna a bajnoki címhez. Az ellenfél az újonc SpVgg Unterhaching volt, nekik tét nélküli volt a mérkőzés, hiszen távol voltak a kieső helyektől, de az európai kupainduláshoz szükséges pozícióktól is. A mérkőzést viszont egészen érthetetlen módon az Unterhaching nyerte Ballack ön- és Markus Oberleitner normál góljával. A Werder Brement 3:1-re felülmúló Bayernnek összejött az az egyetlen helyzet, mely alapján jobb gólkülönbségüknek köszönhetően átvehették a „salátástálat”. (A Bundesliga bajnoka egy tálhoz hasonló díjat vehet át.)

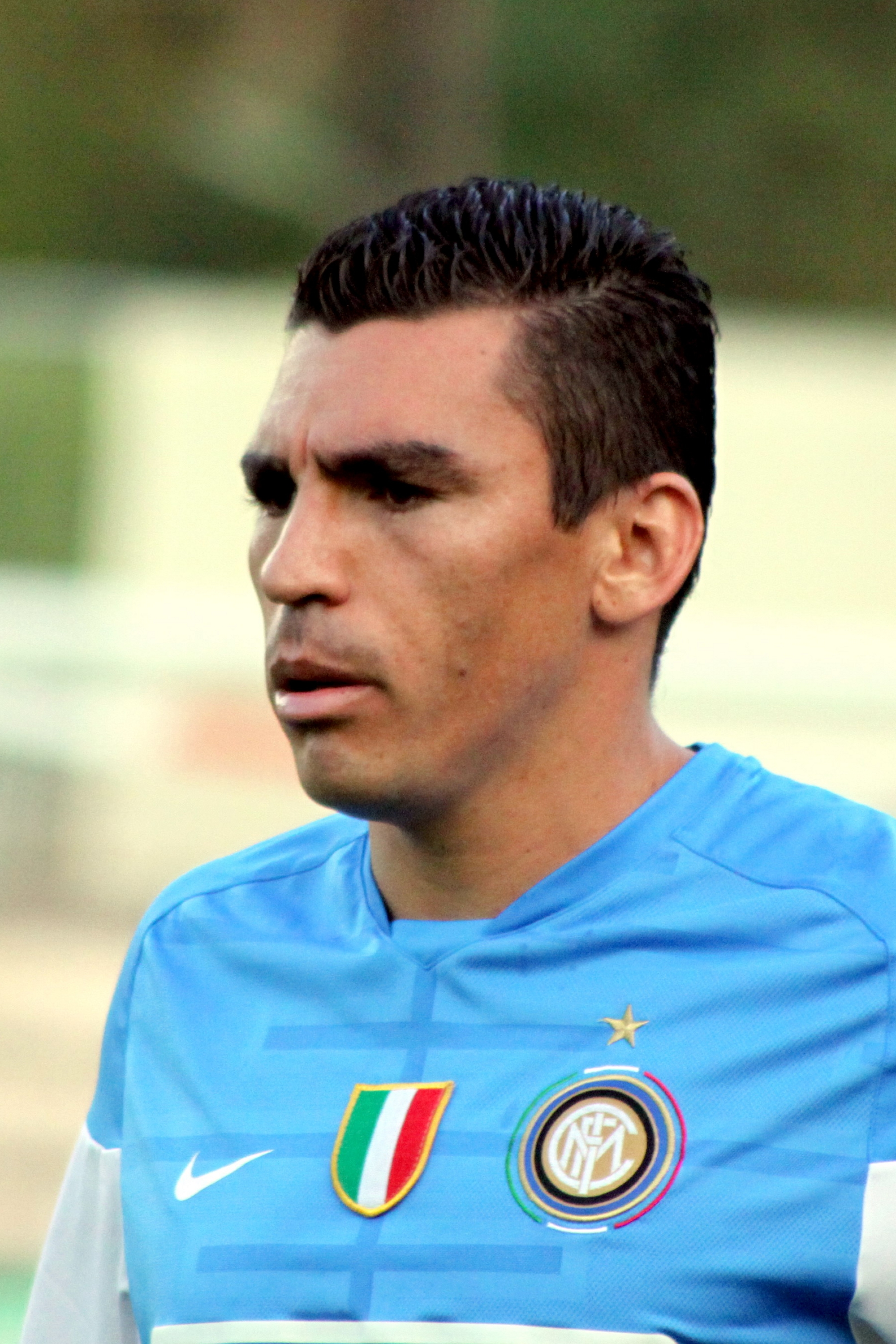
Lúcio (2009).

A gyógyszergyáriaknak a BL-ben sem volt szerencséjük: csoportjuk harmadik helyén végeztek az FC Dynamo Kijevvel megegyező pontszámmal, de kevesebb győzelmük miatt ők kerültek át az UEFA kupába ahol idegenben lőtt több góllal az Udinese Calcio búcsúztatta őket (2:2). Emerson az év végén búcsúzott a csapattól.
Az elképesztő pechsorozat ellenére Kirsten tartotta formáját: második hely a Bundesliga legeredményesebb játékosai közt.
Habár a 2000–2001-es szezonra rányomta bélyegét az előző év „sikertelensége”, a 4. helyet azért elcsípte a Bayer 04, ezzel kvalifikálva magát a következő BL szezonra. Az idény közben futó BL szezon most sem hozott áttörést: csoportjukból újra az UEFA kupába estek vissza, ahol az AEK Athens F.C.-vel játszott gólzáporos meccseken ők húzták a rövidebbet (4:6). A 2001-es nyári átigazolási szezonban több manapság ismerősen csengő nevű játékos érkezett. A brazil válogatott Lúcio itt mutatkozott be először Európában (klubcsapatszinten). A fiatal Dimitar Berbatovot ugyan még a második csapathoz igazolták, de a 7 meccsen elért 6 góljának köszönhetően szinte azonnal felkerült az első csapathoz. Végül a ’99-ben távozó Vollborn után keletkezett űrt érkezett betölteni Hans-Jörg Butt.
Elérkeztünk a 2001–02-es idényhez, mely a Bayer 04 Leverkusen történetének legszebb szezonja lehetett … volna. Sajnálatos módon ezt a szezont emlegetik legtöbbet a Bayer 04-gyel kapcsolatban győzelemképtelennek titulálva csapatot, és ezzel elfeledkezve a ’88-as UEFA kupa és a ’93-as DFB-Pokal szereplésükről. Ám igaz, ami igaz, a 2001-2002-es év elképesztő végjátékot hozott.
Először is a Bundesliga-győzelmet engedték ki a kezükből egy a 2000-es blamához egészen hasonló szituációban. Három fordulóval a szezon vége előtt a Leverkusen előnye 5 pont volt a Borussia Dortmunddal szemben, de míg a Dortmund háromszor győzött, addig a két vereség utáni 2:1-es győzelem a Hertha BSC-vel szemben a gyógyszergyáriak számára elégtelen volt a Bundesliga-győzelemhez.
Ezután a DFB-Pokal döntőjében a címvédő FC Schalke 04 várta a Leverkusent. A 2002. május 11-én lejátszott meccs 2:4-es gelsenkircheni győzelmet hozott. A Bayer 04 két találatát Berbatov és Kirsten szerezte.

A glasgow-i BL döntő: Real Madrid – Leverkusen (2002. május 15.).

A Leverkusen ekkor még a BL-ben is állt. A harmadik fordulóban az FK Crvena Zvezda-t búcsúztatták 3:0-val. Az első csoportkört is sikerrel vették, a Barcelona mögött másodikként jutottak tovább a második csoportkörbe, ahol nagyon erős ellenfeleket maguk mögé utasítva (Deportivo La Coruña, Arsenal FC és Juventus FC ) első helyen jutottak tovább! A negyeddöntőben a Liverpool FC várt rájuk. Az Anfield Roadon a „vörösök” szerény, egygólos győzelmet arattak a későbbi Leverkusen játékos, Sami Hyypiä találatával. A BayArenában azonban kinyílt a gólzsák: Ballack (2), Berbatov és Lúcio góljaira csupán két válasz érkezett, így a gyógyszergyáriak kerültek az elődöntőbe. Itt újra egy angol csapat, a szintén vörös Manchester United állta útjukat. A Manchesterben elért 2:2-es döntetlen után a Bayer 04-nek otthont elég volt kihúznia egy 1:1-es döntetlennel. Ballack és Neuville (2) szállították a gólokat.

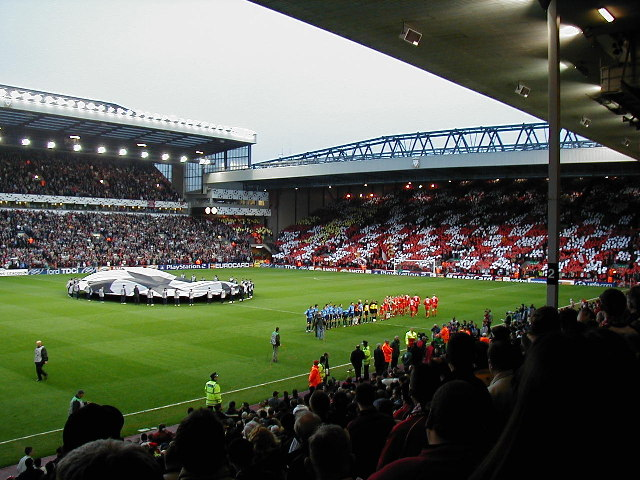
Liverpool – Leverkusen (2002. április).

Elérkeztünk a döntőhöz. 2002. május 15-én a glasgow-i Hampden Park stadionban a Leverkusen és a valaha volt egyik legerősebb Real Madrid nézett szembe egymással. Roberto Carlos da Silva, Makélélé, Solari, Figo, Raúl, Morientes és Zidane. Pár név az ellenfél soraiból. A meccs az esélyesebb Madridnak indult jobban: Raúl már a 8. percben gólt szerzett, ám 5 perc múlva Lúcio válaszolt. Egy beívelt labdát fejelt César kapujába. A mérkőzés nagyon kiegyenlítetten folyt egészen Zidane a 45. percben szerzett egészen elképesztő találatáig. A francia támadó Roberto Carlos középre ívelt labdáját pattanás nélkül, bal lábbal a rövid sarokba bombázta. Ezután szinte felborult a pálya. A Leverkusen összes erejével rohamozott és csak César, majd a helyére beálló fiatal Iker Casillas bravúrjai mentették meg a Realt a góltól. A királyi gárda végül győzött, a Bayer 04 pedig átvehette idei harmadik ezüstérmét.
A szezont távolabbról vizsgálva kijelenthető, hogy a Leverkusen igazi blamája a Bundesliga elvesztése volt. A Schalke 04 igazi kupaspecialista volt akkor is, a Real Madrid legyőzését pedig senki sem várta a csapattól. A 2001–02-es BL szereplés igazi sikertörténetnek nevezhető, a gyógyszergyáriak nagy pechje az időzítés, hiszen ilyen formában „csak” egy második helynek tűnik remek szereplésük.

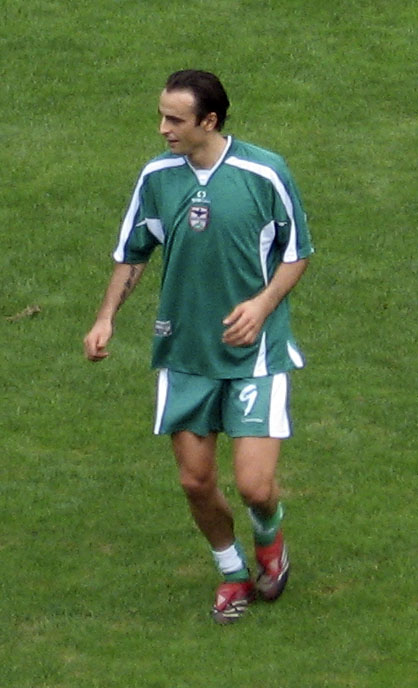
Dimitar Berbatov (2007).

Ballack (aki a 2002-es vb-n megkapta negyedik ezüstérmét) és Zé Roberto azonban kupákat akart nyerni, ezért átigazoltak a Bayern Münchenhez. Pótlásként a brazil válogatott Juan érkezett a Flamengóból. Érdemes megemlíteni a vb-vel kapcsolatban a klub játékosainak eddig példátlan számú szereplését. Lúcio a győztes brazil válogatottat, Oliver Neuville, Bernd Schneider, Jörg Butt, Carsten Ramelow és a már említett Michael Ballack a második német válogatottat, míg Yildiray Bastürk a harmadik helyen végző törököket erősítette.
A 2002–03-as idény a két kulcsjátékos elvesztése és az előző idény emlékei miatt pokoli nehézre sikerült. A motiválatlan csapat a 15. helyet megszerezve épphogy bent tudott maradni. A BL-ben ugyan túlélték az első csoportkört, de a Barcelona, Internazionale, Newcastle United trió lenullázta őket a második csoportkörben. E szereplés az eddigi sikeredző, Klaus Toppmöller állásába került, helyére 2003 májusában Klaus Augenthaler került az 1. FC Nürnbergtől. A helyzet iróniája, hogy az utolsó fordulók egyikében Augenthalernak volt csapatától kellett életmentő pontokat elvennie a Leverkusen bennmaradásához. 2003-ban a csapat újabb legendától vált meg. Ulf Kirsten is szögre akasztotta cipőit, de a csapatot nem hagyta el. Edzőként több éven át segítette a fiatal leverkuseni játékosok fejlődését.
Augenthaler a következő, 2003-04-es idényre összerakta a csapatot: a Bayer 04 újra felült a dobogóra, annak a harmadik fokára. Berbatov 16 góljával negyedik lett a góllövőlistán. 2004 nyarán érkezett az ukrán válogatott, Andrij Woronin a gyógyszergyáriakhoz, de a svájci Tranquillo Barnetta is ekkor kezdte szereplését (egy évig csak a Hannover 96-nál kölcsönben). Lúciót azonban átcsábították a bajorok Münchenbe, Neuville-t pedig a Borussia Mönchengladbach vitte el.
2004. június 30-án egészségügyi okokra hivatkozva lemondott posztjáról Reiner Calmund, aki 1988 óta folyamatosan menedzselte a klubot. Személyében az az ember mondott le, aki elindította a klubot az élcsapattá válás útján, és aki a sikerek legfőbb kovácsa volt. Helyére Wolfgang Holzhäuser került.
2004 különösen fontos volt a klubnak: ebben az évben volt a csapat fennállásának 100. évfordulója.

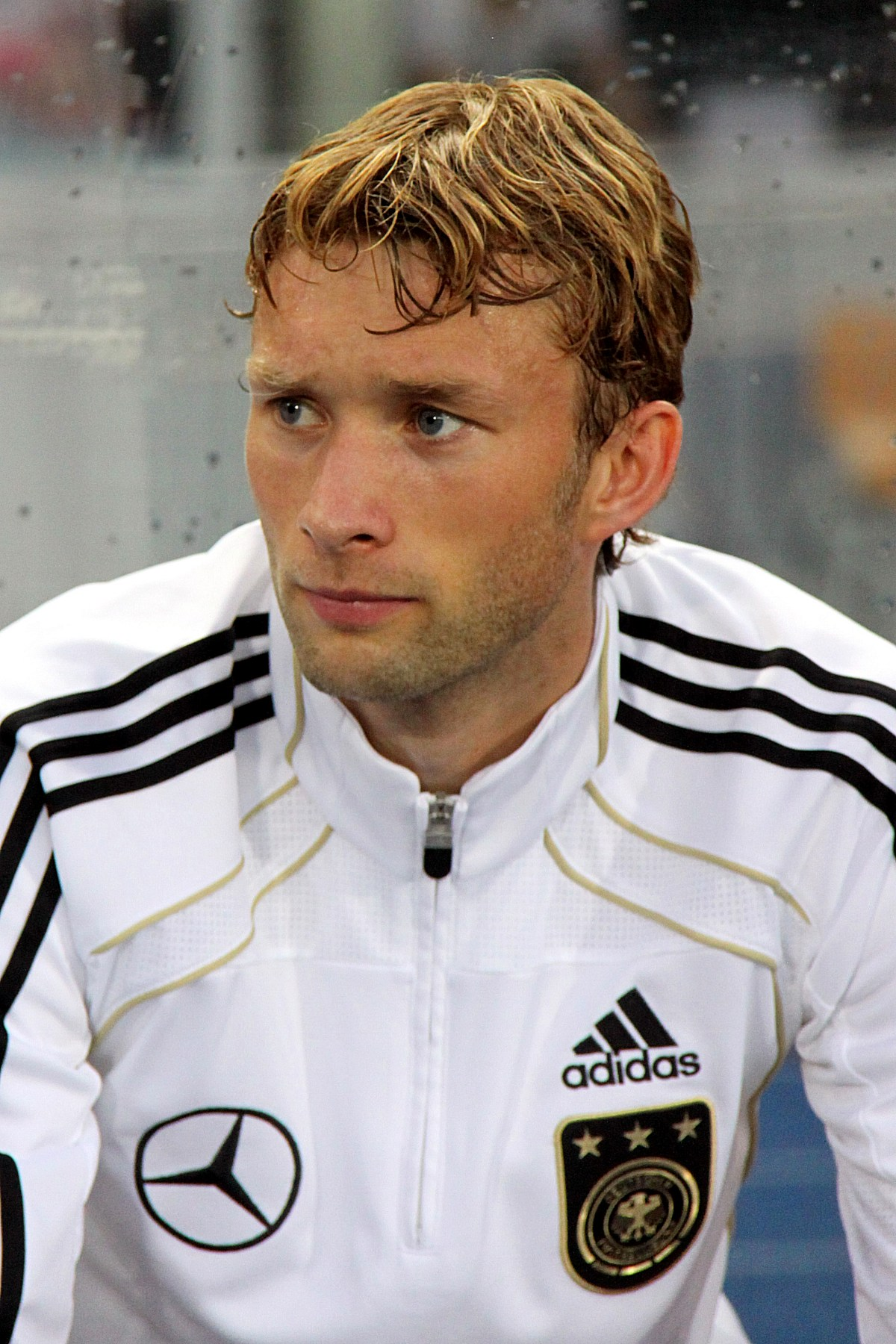
Simon Rolfes (2011).

A 2004–05-ös szezon első felét meghatározta több alapjátékos lesérülése, ennek okán sok fiatal leverkuseni játékos debütálhatott a Bundesligában és a Bajnokok Ligájában is. A BL csoportkörében (most már csak egy volt) az első helyen végeztek, de ami lélektanilag fontosabbnak tűnt, revansot vettek a Real Madridon egy hazai 3:0-s győzelemmel. A gólszerzők Roque Júnior (korábbi brazil válogatott védő), Jacek Krzynówek (lengyel válogatott középpályás) és França (brazil támadó) voltak. A nyolcaddöntőben azonban a Liverpool megálljt parancsolt nekik, Luis García Sanz vezetésével 2:6-os összesítéssel kiütötték a Leverkusent.
A csapat a Bundesligában sem villogott túlságosan, a 6. helyet szerezték meg. Berbatov ismét a 3. legeredményesebb gólvágója lett a szezonnak. 2005 nyarán érkezett a klubhoz a középpályás, Simon Rolfes, aki mentalitásával és megbízható játékával később kiérdemelte a csapatkapitányi karszalagot, emellett hamar a szurkolók kedvencévé vált.
2005–2006. Az igen gyenge szezonkezdet megpecsételte az addig sikeresnek mondható Augenthaler sorsát. Holzhäuser pár meccs után leváltotta, majd átmenetileg Rudi Völlerre bízta a csapat irányítását. A korai UEFA kupa búcsú (0:2 a PFC CSKA Sofiával szemben) miatt Völlernek is fel kellett állnia a kispadról, helyére jobbkeze, Michael Skibbe érkezett, akivel 2000-től 2004-ig együtt irányították a német futballválogatottat. Völler azonban nem maradt állás nélkül. Holzhäuser kihasználta a futballista töretlen népszerűségét és kinevezte őt sportigazgatónak. Michael Skibbének eközben sikerült összeszednie a csapatot, sőt, a 04/05-ös szezonhoz képest egy helyet javítva az 5. helyen végeztek. Berbatov 21 találattal a második lett a góllövőlistán.
A tíz éven keresztül a gyógyszergyáriakat segítő Jens Nowotny végül 2006 nyarán átszerződött Zágrábba (GNK Dinamo Zagreb) levezetni, Dimitar Berbatovot pedig az angol Tottenham Hotspur FC vásárolta meg. A bolgár támadó helyére a fiatal Stefan Kießling érkezett a Nürnbergtől. A hórihorgas szőke csatár – Rolfeshez hasonlóan – gyorsan közönségkedvenc lett. A középpályára érkezett még a rutinos bosnyák Sergej Barbarez is, emellett a 2010-es évek kihagyhatatlan jobbhátvédje, Gonzalo Castro is felkerült a Leverkusen II-ből.

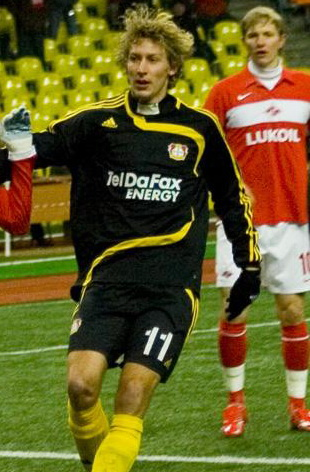
Stefan Kießling (2007).

2006 VB-év volt, a rendező pedig nem más volt, mint Németország. Ennek megfelelően a leverkuseni stadion, a BayArena is ki lett választva meccsek rendezésére, ám a város végül a lehetőséget nem használta ki. Inkább megegyeztek a Nemzetközi Labdarúgó-szövetséggel a stadion kibővítéséről 22 500-ról 40 000 férőhelyre. A megállapodás szerint a német válogatottnak a VB alatt a Bayer 04 stadionjában kellett edzenie. Ez végül Jürgen Klinsmann „jóvoltából” nem történt meg. Leverkusen így kimaradt a 2006-os VB-őrületből.
A 2006–07-es szezon újra remek UEFA kupa szereplést hozott. A Bayer 04 az első körben az FC. Siont múlta felül (3:1), majd csoportjának harmadik helyezettjeként továbbjutott a 32 közé. Itt a Blackburn Rovers FC-t búcsúztatta 3:2-es összesítéssel. A nyolcaddöntőben a francia RC Lens várt rájuk, végül 4:2-vel a Leverkusen jutott a negyeddöntőbe, ahol a CA Osasuna ejtette őket ki (0:4).

A Bundesligát a 05/06-os szezonnal megegyező eredménnyel, az 5. hellyel zárták. Berbatovot hatékonyságban azonban még nem sikerült pótolni, ezért érkezett a görögökkel 2004-ben EB-t nyerő Theofánisz Gékasz. Az ebben az évben magát első számú kapusnak felküzdő René Adler végül távozásra késztette Hans-Jörg Buttot. Átszerződött továbbá Juan az A.S. Romába és Andrij Woronin a Liverpoolba. Juan helyére a tapasztalt Manuel Friedrich érkezett, emellett a 2006-os Copa Sudamericanán feltűnő fiatal Arturo Vidal is itt kezdte meg európai karrierjét.

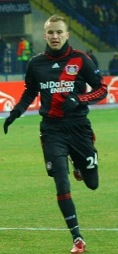
Michal Kadlec (2010).

2007-2008 felemás szezont hozott. Míg a Bundesligában nem remekelt a csapat (csupán a 7. helyet szerezték meg), addig az UEFA kupában ismét eljutottak a negyeddöntőig. Az első körben a portugál U.D. Leiriát búcsúztatták (5:4), majd csoportjukat megnyerve (a Szpartak Moszkva, a Zürich, a Sparta Praha és a Toulouse előtt) bejutottak a 32 közé. Itt a Galatasarayt búcsúztatták 5:1-gyel, majd a ligatárs Hamburgot ütötték el a továbbjutástól idegenben szerzett több góllal (3:3). A végső győztes Zenit Szentpétervár azonban már meglepetésre Leverkusenben eldöntötte a negyeddöntő kimenetelét. 1:4 hazai pályán, így az idegenbeli 1:0-s győzelem elégtelen volt a továbbjutáshoz. Öröm azonban Stefan Kießling szereplése. A szőke támadó 7 találattal a harmadik legeredményesebb játékosa lett a kupának.

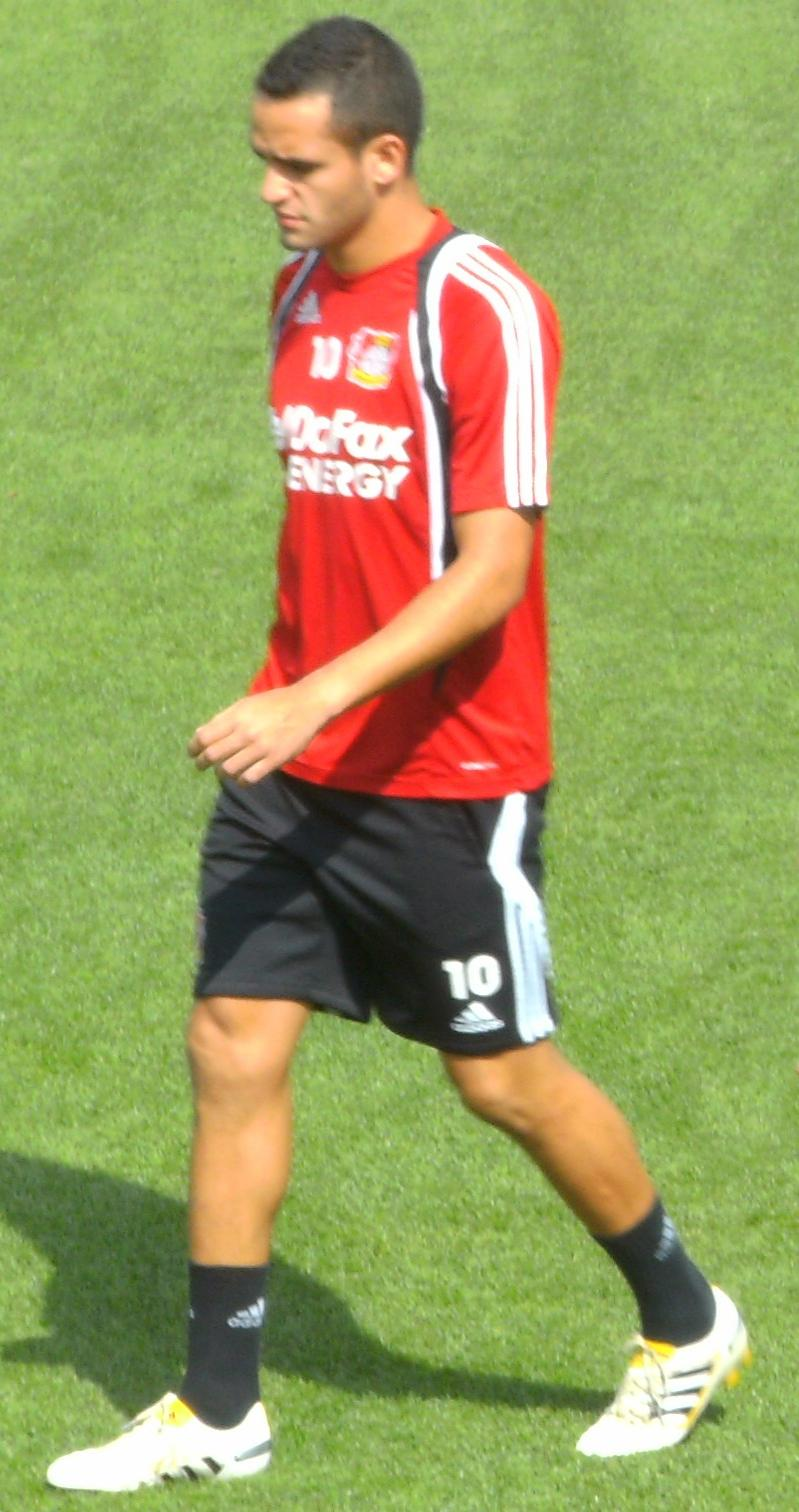
Renato Augusto (2010).

2008 nyarán a klub elbúcsúzott a 12 évig itt futballozó Carsten Ramelow-tól, aki 333 meccsével kitörölhetetlen nyomot hagyott a klub történetében. Sergej Barbarez szintén visszavonult. Érkezett viszont a fiatal brazil tehetség, Renato Augusto a CR Flamengóból a jobb szélre, emellett a Sparta Praha rutinos cseh válogatott védője, Michal Kadlec a bal szélre. Továbbá Kießling és Gekas mellé az ősi rivális Köln csatára, Patrick Helmes érkezett erősítésnek.

Michael Skibbe viszont ekkor már nem állt a csapat szolgálatában. A szurkolók a szezon folyamán egyre elégedetlenebbek lettek az edző folyamatos – eredménytelen – változtatásaival, ez odaáig fajult, hogy pár ultra a szezon utolsó meccseinek egyikén égő mezeket dobott a pályára. A 80-as, 90-es évek gólzsákja, Bruno Labbadia érkezett a megüresedett edzőposztra.

A 2008–09-es szezon nemzetközi kupaszereplés nélkül indult, így a gyógyszergyáriak a hazai szereplésre koncentrálhattak. Ez csak félig sikerült. A Bundesligát rég nem látott gyenge teljesítménnyel, mindössze a 9. pozícióban zárták, igaz Patrick Helmes 4. lett a legjobb góllövők között. A nemzetközi kupaszereplés kiharcolása így csak a német kupán (DFB-Pokal) keresztül történhetett volna meg – ez végül majdnem összejött. A Bayer 04 az első körben a Rot-Weiß Oberhausent búcsúztatta hosszabbítás után (3:2). Ezután az FC Augsburg 2:0-s, majd az Energie Cottbus 3:1-es legyőzése következett. A negyeddöntőben minden német csapat ősi riválisával, a Bayern Münchennel kerültek össze. A mérkőzés gólzáporos hazai győzelmet hozott (4:2) és előléptette a Bayer 04-et a kupa egyik elsőszámú esélyesévé. Ugyan az 1. FSV Mainz 05 elleni elődöntőben 1:1 után hosszabbítás következett, de a gyógyszergyáriak a fél óra ráadás alatt nem kevesebb, mint 3 gólt termeltek be. A döntőben a Werder Bremen együttesével találkoztak, akik 1993-ban már egyszer elütötték őket egy kupától, nevezetesen a német szuperkupától. A brémaiak a 2009. május 30-án, Berlinben rendezett kupadöntőben sajnos ezt ismét megtették. Özil az 58. perben szerzett találata döntött, a Leverkusen nem tudta megszerezni második német kupáját.
Ramelow után a veterán Bernd Schneider is szögre akasztotta cipőit. A német válogatott középpályás 10 évig viselte a leverkuseni mezt, ezzel előkelő helyen áll az örökranglistán. Schneider visszavonult, de a klub kötelékét nem hagyta el, a gyógyszergyáriak felderítőjeként kezdett dolgozni. Gekas az FC Portsmouth-hoz igazolt kölcsönbe és érdemben már nem is tért vissza. Helyére az FC Basel ifjú támadója, Eren Derdiyok érkezett. A középpályára a későbbi német válogatott, Lars Bender került fel a második csapatból. A védelem megtámogatására egy igazi nagyágyú jött: Sami Hyypiä, a Liverpool és a finn válogatott legendásan hidegfejű és csupaszív védője Leverkusenbe jött lejátszani utolsó két szezonját.
A 2007 óta (át)épülő BayArena 2009 nyarára készült el. A játékosok a munkálatok miatt a 08/09-es szezon második felének hazai mérkőzéseit a düsseldorfi LTU Arenában (Esprit Arena) játszották, emellett a téli szünet előtti 9 hazai meccset a tetőtlen BayArenában tartották. Az időjárás a szurkolókkal volt: a 9 meccs egyikén sem esett, vagy havazott. Az ultramodern, 30 000 férőhelyes stadionban 2009. augusztus 15-én játszottak először, a Bayer 04 az 1899 Hoffenheimet múlta felül 1:0-val.

### A 2010-es évek

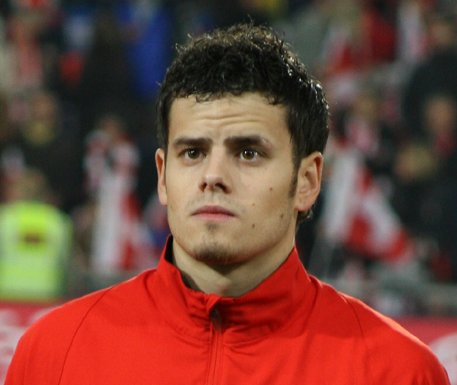
Tranquillo Barnetta (2006).

2009–2010. Az európai kupaporondról lemaradt Bayer 04 ismét edzőt váltott. Az új tréner, a játékosként és edzőként is kiváló Jupp Heynckes újra elindította a csapatot a sikerek útján. Heynckes valami egészen elképesztő őszi szezont produkált a csapattal: veretlenül nyerték az idény első felét. A tavaszi szezonra azonban elfáradt a zömmel fiatalokból álló csapat és indokolatlanul sok döntetlenüknek köszönhetően beérték őket riválisaik, de veretlenségüket még egészen a 25. fordulóig megőrizték. Ekkor a Nürnbergtől kaptak ki 3:2-re, igaz majdnem sikerült felállniuk 3:0-ról. A hátralévő 9 meccs során csupán kétszer győztek, viszont négyszer is kikaptak, így a csodálatos őszi szezon eredménye „csak” a 4. helyre lett elég. Stefan Kießling a góllövő- és a kanadai táblázaton is a 2. helyet érte el.

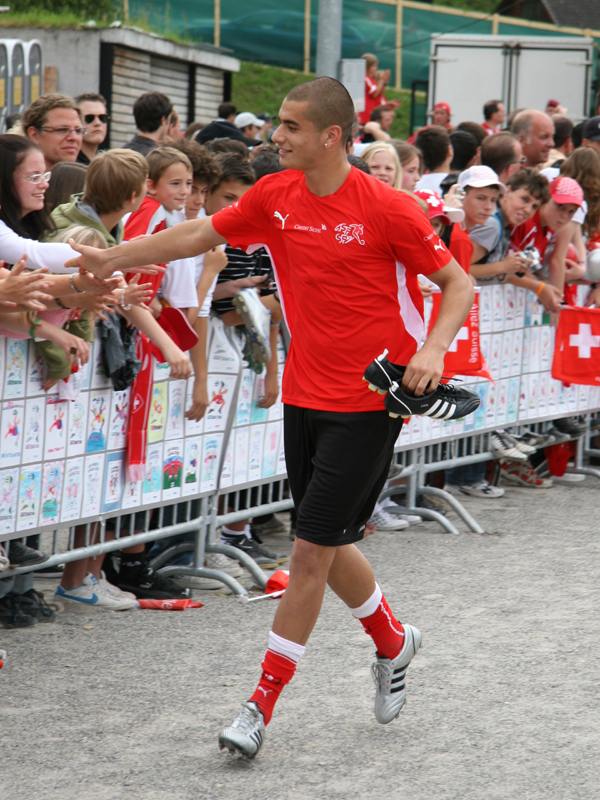
Eren Derdiyok (2008).

A 2010-es, Dél–Afrikában megrendezett VB-n több leverkuseni játékos is képviselte magát. Stefan Kießling és az erre a szezonra kölcsönkapott Toni Kroos a hatékonyan és közönségszórakoztatóan játszó német válogatottat erősítette, igaz, sok játéklehetőséget nem kaptak. Adler sokáig a német válogatott első számú kapusának számított, ám egy súlyos bordasérülés következtében ki kellett hagynia a VB-t, a szintúgy sérült Simon Rolfes-hez hasonlóan. A másik közönségkedvenc, Ghána labdarúgó csapatában játszott Hans Sarpei, igaz Kroos-hoz hasonlóan nyáron ő is klubot váltott. Tranquillo Barnetta és Eren Derdiyok a svájci válogatott kihagyhatatlan tagjai voltak, Arturo Vidal pedig Chilét erősítette.
2010 nyarán egy nagy visszatérést ünnepelhettek a szurkolók: Michael Ballack érkezett a Chelsea-től. A német futball csillaga 2 éves szerződést kötött a Bayer 04-gyel. A Hamburg tehetsége, Sidney Sam is ekkor érkezett a klubhoz.
2010–2011. A Bayer 04 a Bundesligában elért 4. helyezésének köszönhetően újabb sorozatban mutatkozhatott be, méghozzá az UEFA kupa örökösében, az Európa Ligában (UEFA Europa League). A play-off körben kezdtek, ahol magabiztosan, 6:1-es összesítéssel búcsúztatták az ukrán SC Tavriya Simferopolt. A Leverkusen első Európa Ligában esett gólját Michal Kadlec szerezte, aki az első meccs első percében talált be. A csoportkörben az első EL-kiírás győztesével, az Atlético de Madriddal, valamint a hazai pályán félelmetes szaloniki-i Aris F.C.-vel és a Rosenborg BK-val kerültek egy csoportba. Három győzelemmel és három döntetlennel a gyógyszergyáriak simán továbbjutottak, meglepetésre mögöttük az Aris lépett tovább. A nyolcaddöntőben az ukrán (-brazil) FC Metalist Kharkivot búcsúztatták könnyedén (6:0), ám a negyeddöntőben a Villarreal CF két igen izgalmas és a látványos meccsen felülmúlta őket (3:5).

A jó kupaszerepléshez remek Bundesliga-szereplés párosult. Ugyan a későbbi bajnok Dortmundnak az egész mezőny csak a hátát látta, de azt a Leverkusen a legközelebbről, és magabiztos játékkal a második helyen zártak. Tették ezt úgy, hogy az utolsó meccseken már biztos volt Jupp Heynckes távozása. Az edzőt a Bayern csábította magához, utóda a Freiburg mestere, Robin Dutt lett. (A szezonzárón pont Dutt Freiburgja ellen játszott a Leverkusen. A jövő évi szereplés miatt igazából mindkét edzőnek a vereség jött volna jobban, végül 1:0-s Bayer 04 siker született.) Érdekesség, hogy a csapat legtöbb gólját Arturo Vidal, a védekező középpályás szerezte 10 találattal. Ennek magyarázata, hogy a szezonban a Leverkusen csapatának volt a legtöbb gólszerzője, így a találatok megoszlottak.

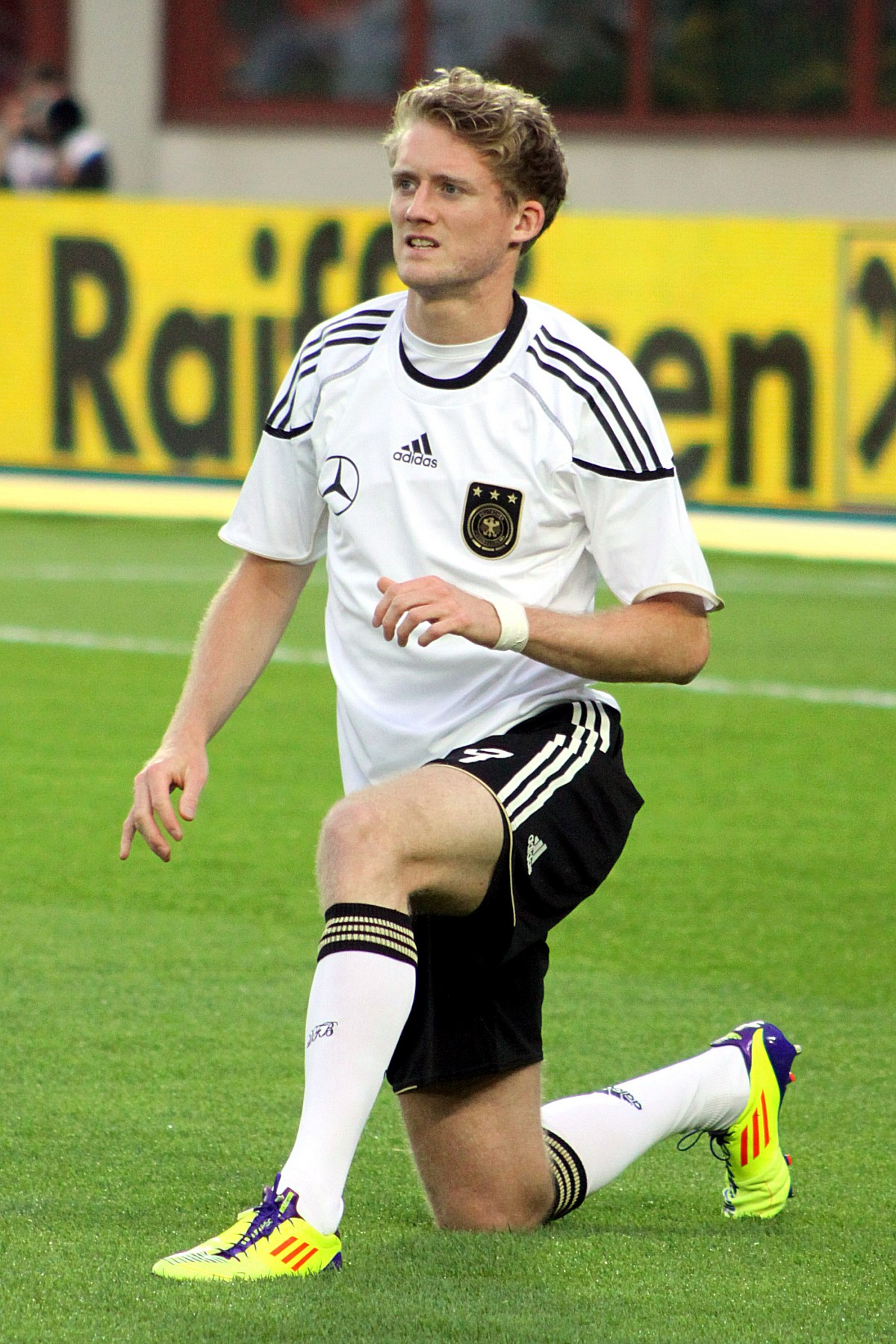
André Schürrle (2011).

Patrick Helmes a Wolsburgba, Vidal pedig a Juventusba igazolt, távozásuk a következő évi BL-szereplést tekintve igen fájó. Hyypiä visszavonult, de a Bayer 04 kötelékében maradt és az edzősködéssel kezdett foglalkozni. Érkezett viszont a Mainz gólzsákja, André Schürrle, aki már 20 évesen debütált a német válogatottban.
2011 nyarán Németországban került sor a női VB megrendezésére, a felújított BayArena így végre otthont adhatott egy nemzetközi válogatott-tornának. 4 meccset játszottak a stadionban, 3 csoportmeccset (Japán-Mexikó, Kolumbia-Svédország, Ausztrália-Norvégia) és egy negyeddöntőt (Anglia-Franciaország).
2011–2012. Robin Dutt irányítása alatt nem kezdett túl meggyőzően a Leverkusen. Az őszi szezon végén mindössze a 6. helyen álltak, a legnagyobb probléma a „gólképtelenség” volt. A márciusban, egymás után 4 hozható meccsen elszenvedett vereség után a klub vezetősége menesztette Robin Duttot, helyét a kispadon a csapat korábbi játékosa, Sami Hyypiä és az U19-eseket irányító Sascha Lewandowski vették át. A duó visszaterelte a Bayer 04-et a helyes útra: a gyógyszergyáriak az 5. helyen zártak. Stefan Kießling 16 góllal a szezon legeredményesebb leverkuseni játékosa lett.

A BL-ben a Bayer 04 nagyon erős ellenfeleket kapott: csoportjának tagjai a Valencia, a Chelsea és a Genk voltak. Meglepetésre a gyógyszergyáriak nemhogy továbbjutottak, de csak az utolsó meccsen elért döntetlennek „köszönhetően” nem nyerték meg négyesüket. A második pozíciónak azonban ára volt, a világ legjobb csapatát, a Messi, Xavi és Iniesta nevével fémjelezett Barcelonát sorsolták ki ellenfelüknek. Míg az otthoni meccsen a gyógyszergyáriak szépen helyt álltak és "csupán" 1:3-ra kaptak ki, addig a Camp Nou-ban beindult a katalán gépezet és elképesztő, 7:1-es vereséget mértek a Leverkusenre. Kétes dicsőség a Bayer 04-nek, hogy a Barca argentin zsenije, Lionel Messi a BL fennállása során elsőként szerzett egy meccsen öt gólt.
2012-2013. A Lewandowski-Hyypiä duó átmentette a csapat remek formáját a következő évre is, mely a Bundesliga – kereken – 50. idénye volt. A Leverkusen a rekordokat döntögető Bayern és a Dortmund mögött a harmadik helyet csípte el, kiegyensúlyozott és néhol (főként a tavaszi szezon elején) parádés játékkal. A csapat sikerének kulcsa a Schürrle-Kießling-Castro támadóhármas volt, akik 42 gólt vállaltak a Bayer 65 találatából. Kießling a szezon végén elnyerte a gólkirályi címet, méghozzá az utolsó mérkőzés utolsó percében szerzett találatának köszönhetően! 25 gólt előtte senki, még a legendás Ulf Kirsten sem szerzett a gyógyszergyáriak színeiben.

Az Európa Ligában a csapat már a legjobb 32 között búcsúzni kényszerült, a későbbi döntős Benfica ejtette ki őket egy igen kiélezett párharcban. (A csoportkörben a második helyen zárt a Leverkusen, ellenfelei a Metaliszt Harkiv, a Rosenborg és Rapid Wien voltak.)
2013 májusában több fontos személyi változás történt a csapat vezetőségében. Sascha Lewandowskit a Bayer 04 utánpótlás-vezetőjévé nevezték ki, így a csapat egyedüli edzője Sami Hyypiä lett. Emellett bejelentette visszavonulását a Leverkusen elnöke, Wolfgang Holzhäuser, aki 1998 óta igazgatta a Bayer 04 Leverkusen Fußball GmbH-t. Utóda Michael Schade lett.

## Sikerei
Bundesliga
- 1-szeres német bajnok: 2023–24
- 5-szörös második helyezett: 1996–97, 1998–99, 1999–2000, 2001–02, 2010–11

DFB-Pokal
- 2-szeres német kupagyőztes: 1992–93, 2023–24
- 3-szoros német kupa-döntős: 2001–02, 2008–09, 2019–20

Német Szuperkupa
- 1-szeres német szuperkupa-győztes: 2024
- 1-szeres német szuperkupa-döntős: 1993

UEFA-kupa/Európa-liga
- 1-szeres UEFA-kupa-győztes: 1987–88
- 1-szeres Európa-liga-döntős: 2023–24
- 1-szeres UEFA-kupa-elődöntős: 1994–95

Bajnokok Ligája
- 1-szeres Bajnokok Ligája-döntős: 2001–02

## Helyezései a Bundesligában és a Német Kupában
| Szezon  | Hely | GK    | Pont  | Gólkirály               | Edző                                              | Német Kupa   | Nemzetközi kupaszereplés              |
| ------- | ---- | ----- | ----- | ----------------------- | ------------------------------------------------- | ------------ | ------------------------------------- |
| 1979/80 | 12.  | 45:61 | 32−36 | Peter Szech (9)         | Willibert Kremer                                  | 2. forduló   | Nem indult                            |
| 1980/81 | 11.  | 52:53 | 30−38 | Arne Larsen Økland (16) | Willibert Kremer                                  | 2. forduló   | Nem indult                            |
| 1981/82 | 16.  | 45:72 | 25−43 | Arne Larsen Økland (14) | Willibert Kremer Gerd Kentschke                   | 3. forduló   | Nem indult                            |
| 1982/83 | 11.  | 43:66 | 29−39 | Arne Larsen Økland (13) | Dettmar Cramer                                    | 2. forduló   | Nem indult                            |
| 1983/84 | 7.   | 50:50 | 34−34 | Herbert Waas (15)       | Dettmar Cramer                                    | 1. forduló   | Nem indult                            |
| 1984/85 | 13.  | 52:54 | 31−37 | Herbert Waas (11)       | Dettmar Cramer                                    | Negyeddöntő  | Nem indult                            |
| 1985/86 | 6.   | 63:51 | 40−28 | Csha Bomgun (17)        | Erich Ribbeck                                     | Negyeddöntő  | Nem indult                            |
| 1986/87 | 6.   | 56:38 | 39−29 | Herbert Waas (15)       | Erich Ribbeck                                     | 2. forduló   | UEFA-kupa, 2. kör                     |
| 1987/88 | 8.   | 53:60 | 32−36 | Christian Schreier (11) | Erich Ribbeck                                     | 1. forduló   | UEFA-kupa, győztes                    |
| 1988/89 | 8.   | 45:44 | 34−34 | Christian Schreier (8)  | Rinus Michels Jürgen Gelsdorf                     | Elődöntő     | UEFA-kupa, 1. kör                     |
| 1989/90 | 5.   | 40:32 | 39−29 | Marek Leśniak (8)       | Jürgen Gelsdorf                                   | 2. forduló   | Nem indult                            |
| 1990/91 | 8.   | 47:46 | 35−33 | Ulf Kirsten (11)        | Jürgen Gelsdorf Peter Hermann                     | 2. forduló   | UEFA-kupa, 3. kör                     |
| 1991/92 | 6.   | 53:49 | 43−33 | Ulf Kirsten (12)        | Reinhard Saftig                                   | Elődöntő     | Nem indult                            |
| 1992/93 | 5.   | 64:45 | 40−28 | Ulf Kirsten (20)        | Reinhard Saftig Dragoslav Stepanović              | Győztes      | Nem indult                            |
| 1993/94 | 3.   | 60:47 | 39−29 | Paulo Sérgio (17)       | Dragoslav Stepanović                              | Negyeddöntő  | KEK, negyeddöntő                      |
| 1994/95 | 7.   | 62:51 | 36−32 | Rudi Völler (16)        | Dragoslav Stepanović Erich Ribbeck                | 2. forduló   | UEFA-kupa, elődöntő                   |
| 1995/96 | 14.  | 37:38 | 38    | Rudi Völler (10)        | Erich Ribbeck Peter Hermann                       | Elődöntő     | Nem indult                            |
| 1996/97 | 2.   | 69:41 | 69    | Ulf Kirsten (22)        | Christoph Daum                                    | 1. forduló   | Nem indult                            |
| 1997/98 | 3.   | 66:39 | 55    | Ulf Kirsten (22)        | Christoph Daum                                    | Negyeddöntő  | BL, negyeddöntő                       |
| 1998/99 | 2.   | 61:30 | 63    | Ulf Kirsten (19)        | Christoph Daum                                    | 2. forduló   | UEFA-kupa, 2. kör                     |
| 1999/00 | 2.   | 74:38 | 73    | Ulf Kirsten (17)        | Christoph Daum                                    | 3. forduló   | BL, első csoportkör UEFA-kupa, 3. kör |
| 2000/01 | 4.   | 54:40 | 57    | Oliver Neuville (15)    | Christoph Daum Rudi Völler Berti Vogts            | Nyolcaddöntő | BL, első csoportkör UEFA-kupa, 3. kör |
| 2001/02 | 2.   | 77:38 | 69    | Michael Ballack (17)    | Klaus Toppmöller                                  | Döntő        | BL, döntő                             |
| 2002/03 | 15.  | 47:56 | 40    | Daniel Bierofka (7)     | Klaus Toppmöller Thomas Hörster Klaus Augenthaler | Elődöntő     | BL, 2. csoportkör                     |
| 2003/04 | 3.   | 73:39 | 65    | Dimitar Berbatov (16)   | Klaus Augenthaler                                 | Nyolcaddöntő | Nem indult                            |
| 2004/05 | 6.   | 65:44 | 57    | Dimitar Berbatov (20)   | Klaus Augenthaler                                 | 2. forduló   | BL, nyolcaddöntő                      |
| 2005/06 | 5.   | 64:49 | 52    | Dimitar Berbatov (21)   | Klaus Augenthaler Rudi Völler Michael Skibbe      | 2. forduló   | UEFA-kupa, 1. kör                     |
| 2006/07 | 5.   | 54:49 | 51    | Andrij Voronyin (10)    | Michael Skibbe                                    | 2. forduló   | UEFA-kupa, negyeddöntő                |
| 2007/08 | 7.   | 57:40 | 51    | Theofánisz Gékasz (11)  | Michael Skibbe                                    | 1. forduló   | UEFA-kupa, negyeddöntő                |
| 2008/09 | 9.   | 59:46 | 49    | Patrick Helmes (21)     | Bruno Labbadia                                    | Döntő        | Nem indult                            |
| 2009/10 | 4.   | 65:38 | 59    | Stefan Kießling (21)    | Jupp Heynckes                                     | 2. forduló   | Nem indult                            |
| 2010/11 | 2.   | 64:44 | 68    | Arturo Vidal (10)       | Jupp Heynckes                                     | 2. forduló   | EL, nyolcaddöntő                      |
| 2011/12 | 5.   | 52:44 | 54    | Stefan Kießling (16)    | Robin Dutt Sami Hyypiä és S. Lewandowski          | 1. forduló   | BL, nyolcaddöntő                      |
| 2012/13 | 3.   | 65:39 | 65    | Stefan Kießling (25)    | Sami Hyypiä és Sascha Lewandowski                 | Nyolcaddöntő | EL, a legjobb 32                      |
| 2013/14 | 4.   | 60:41 | 61    | Stefan Kießling (15)    | Sami Hyypiä Sascha Lewandowski                    | Negyeddöntő  | BL, nyolcaddöntő                      |
| 2014/15 | 4.   | 62:37 | 61    | Karim Bellarabi (12)    | Roger Schmidt                                     | Negyeddöntő  | BL, nyolcaddöntő                      |
| 2015/16 | 3.   | 56:40 | 60    | Chicharito (17)         | Roger Schmidt                                     | Negyeddöntő  | BL, csoportkör EL, nyolcaddöntő       |
| 2016/17 | 12.  | 53:55 | 41    | Chicharito (11)         | Roger Schmidt Tayfun Korkut                       | Nyolcaddöntő | BL, nyolcaddöntő                      |
| 2017/18 | 5.   | 58:44 | 55    | Kevin Volland (14)      | Heiko Herrlich                                    | Elődöntő     | Nem indult                            |
| 2018/19 | 4.   | 69:52 | 58    | Kai Havertz (17)        | Heiko Herrlich Peter Bosz                         | Nyolcaddöntő | EL, a legjobb 32                      |
| 2019/20 | 5.   | 61:44 | 63    | Kai Havertz (12)        | Peter Bosz                                        | Döntő        | BL, csoportkör EL, negyeddöntő        |
| 2020/21 | 6.   | 53:39 | 52    | Lucas Alario (11)       | Peter Bosz Hannes Wolf                            | Nyolcaddöntő | EL, a legjobb 32                      |
| 2021/22 | 3.   | 80:47 | 64    | Patrik Schick (24)      | Gerardo Seoane                                    | 2. forduló   | EL, nyolcaddöntő                      |
| 2022/23 | 6.   | 57:49 | 50    | Moussa Diaby (9)        | Gerardo Seoane Xabi Alonso                        | 1. forduló   | BL, csoportkör EL, elődöntő           |
| 2023/24 | 1.   | 89:24 | 90    | Victor Boniface (14)    | Xabi Alonso                                       | Győztes      | EL, döntő                             |
| 2024/25 |      |       |       |                         | Xabi Alonso                                       |              | BL                                    |

## Jelenlegi keret (2024/25-ös idény)
2024. augusztus 30. szerint
| Keret         |         |                    |                                |                                |                   |
| Szám          | Nemz.   | Név                | Születési idő (kor)            | Poszt                          | A csapatnál (óta) |
| Kapusok       |         |                    |                                |                                |                   |
| 01            | FIN     | Lukáš Hrádecký     | 1989. november 24. (35 éves)   | Kapus                          | 2018              |
| 17            | CZE     | Matěj Kovář        | 2000. május 17. (25 éves)      | Kapus                          | 2023              |
| 36            | GER     | Niklas Lomb        | 1993. július 28. (31 éves)     | Kapus                          | 2008              |
| Hátvédek      |         |                    |                                |                                |                   |
| 03            | ECU     | Piero Hincapié     | 2002. január 9. (23 éves)      | Középhátvéd                    | 2021              |
| 04            | GER     | Jonathan Tah       | 1996. február 11. (29 éves)    | Középhátvéd                    | 2015              |
| 06            | CIV     | Odilon Kossounou   | 2001. január 4. (24 éves)      | Középhátvéd                    | 2021              |
| 12            | BFA     | Edmond Tapsoba     | 1999. február 2. (26 éves)     | Középhátvéd                    | 2020              |
| 13            | BRA     | Arthur             | 2003. március 17. (22 éves)    | Jobb hátvéd                    | 2023              |
| 20            | ESP     | Alejandro Grimaldo | 1995. szeptember 20. (29 éves) | Bal hátvéd / szélső            | 2023              |
| 30            | NED     | Jeremie Frimpong   | 2000. december 10. (24 éves)   | Jobb hátvéd / szélső           | 2021              |
| 44            | FRA     | Jeanuël Belocian   | 2005. február 17. (20 éves)    | Középhátvéd                    | 2024              |
| Középpályások |         |                    |                                |                                |                   |
| 07            | GER     | Jonas Hofmann      | 1992. július 14. (32 éves)     | Szélső / támadó középpályás    | 2023              |
| 08            | GER     | Robert Andrich     | 1994. szeptember 22. (30 éves) | Védekező középpályás           | 2021              |
| 10            | GER     | Florian Wirtz      | 2003. május 3. (22 éves)       | Támadó középpályás             | 2020              |
| 24            | ESP     | Aleix García       | 1997. június 28. (27 éves)     | Középső / védekező középpályás | 2024              |
| 25            | ARG     | Exequiel Palacios  | 1998. október 5. (26 éves)     | Középső középpályás            | 2020              |
| 32            | COL     | Gustavo Puerta     | 2003. július 23. (21 éves)     | Középső középpályás            | 2023              |
| 34            | SUI     | Granit Xhaka       | 1992. szeptember 27. (32 éves) | Középső / védekező középpályás | 2023              |
| 47            | GER     | Ayman Aourir       | 2004. október 6. (20 éves)     | Középső / támadó középpályás   | 2018              |
| Támadók       |         |                    |                                |                                |                   |
| 11            | FRA     | Martin Terrier     | 1997. március 4. (28 éves)     | Szélső                         | 2024              |
| 14            | CZE     | Patrik Schick      | 1996. január 24. (29 éves)     | Csatár                         | 2020              |
| 19            | Nigéria | Nathan Tella       | 1999. július 5. (25 éves)      | Szélső                         | 2023              |
| 21            | MOR     | Amine Adli         | 2000. május 10. (25 éves)      | Szélső                         | 2021              |
| 22            | Nigéria | Victor Boniface    | 2000. december 23. (24 éves)   | Csatár                         | 2023              |

### Játékosok kölcsönben
| Nemz. | Név              | Poszt       | Csapat             | Bajnokság        | Visszatér        |
| ----- | ---------------- | ----------- | ------------------ | ---------------- | ---------------- |
| CIV   | Odilon Kossounou | Védő        | Atalanta BC        | Serie A          | 2025. június 30. |
| BEL   | Noah Mbamba      | Középpályás | Fortuna Düsseldorf | 2. Bundesliga    | 2025. június 30. |
| COL   | Gustavo Puerta   | Középpályás | Hull City FC       | EFL Championship | 2025. június 30. |

## Az évszázad csapata
2004-ben – a klub alapításának 100. évfordulóján – a szurkolók szavazatai alapján állították össze az évszázad csapatát.
Kapus: Rüdiger Vollborn – Csere: Hans-Jörg Butt
Védők: Lúcio, Jens Nowotny, Juan, Jorginho – Csere: Christian Wörns, Thomas Hörster, Jan Heintze
Középpályások: Emerson, Michael Ballack, Zé Roberto, Bernd Schneider – Csere: Paulo Sérgio, Carsten Ramelow, Bernd Schuster
Csatárok: Ulf Kirsten, Rudi Völler – Csere: Csha Bomgun

## Híres játékosok
Német labdarúgók
| - René Adler - Michael Ballack - Bubi Becks - Stefan Beinlich - Hans-Jörg Butt - Holger Fach | - Franco Foda - Jürgen Gelsdorf - Falko Götz - André Gumprecht - Kai Havertz - Thomas Hörster | - Richard Job - Stefan Kießling - Ulf Kirsten - Toni Kroos - Hans-Peter Lehnhoff - Freddy Mutz | - Oliver Neuville - Jens Nowotny - Carsten Ramelow - Simon Rolfes - Wolfgang Rolff - Bernd Schneider | - Christian Schreier - Bernd Schuster - André Schürrle - Andreas Thom - Rüdiger Vollborn - Rudi Völler | - Herbert Waas - Christian Wörns - Norbert Ziegler |

Külföldi labdarúgók
| Brazília - Emerson - França - Jorginho - Juan - Roque Júnior - Lúcio - Robson Ponte - Zé Roberto - Tita Bosznia-Hercegovina - Sergej Barbarez - Emir Spahić Bulgária - Dimitar Berbatov Chile - Arturo Vidal | Dánia - Jan Heintze Dél-Korea - Csha Bomgun - Szon Hungmin Egyesült Államok - Landon Donovan - Thomas Dooley - Frankie Hejduk - Claudio Reyna - John Thorrington Finnország - Sami Hyypiä - Lukáš Hrádecký Görögország - Theofánisz Gékasz | Hollandia - Erik Meijer Horvátország - Marko Babić - Niko Kovač - Robert Kovač Lengyelország - Andrzej Buncol - Jacek Krzynówek - Adam Matysek Mexikó - Chicharito Norvégia - Arne Larsen Økland Románia - Ioan Lupescu | Spanyolország - Daniel Carvajal Svájc - Tranquillo Barnetta - Eren Derdiyok - Granit Xhaka - Pascal Zuberbühler Törökország - Yıldıray Baştürk - Hakan Çalhanoğlu Ukrajna - Andrij Voronyin |

## Edzők
A Bayer 04 Leverkusen edzői 1950-től sorolva. Labda-ikon jelzi (), amennyiben az edző játékos pályafutása során a Leverkusen futballistája volt.
| - Lori Polster (1950.) - Raimond Schwab (1950.–1951.) - Franz Strehle (1951.–1953.) - Sepp Kretschmann (1953.–1956.) - Emil Melcher (1956.–1957.) - Edmund Conen (1957.–1959.) - Theo Kirchberg (1959.–1960.) - Erich Garske (1960.–1962.) - Fritz Pliska (1962.–1965.) - Theo Kirchberg (1965.–1971.) - Gero Bisanz (1971.–1973.) - Friedhelm Renno (1973.–1974.) - Manfred Rummel (1974.–1976. 02.) - Radoslav Momirski (1976. 02.–1976. 03.) - Willibert Kremer (1976. 04.–1981. 11.) - Gerd Kentschke (1981. 11.–1982. 06.) | - Dettmar Cramer (1982. 07.–1985. 06.) - Erich Ribbeck (1985. 07.–1988. 06.) - Rinus Michels (1988. 07.–1989. 04.) - Jürgen Gelsdorf (1989. 04.–1991. 05.) - Peter Hermann (1991. 05.–06.) - Reinhard Saftig (1991. 07.–1993. 04.) - Dragoslav Stepanović (1993. 04.–1995. 04.) - Erich Ribbeck (1995. 04.–1996. 04.) - Peter Hermann (1996. 04.–06.) - Christoph Daum (1996. 07.–2000. 10.) - Rudi Völler (2000. 10.–11.) - Berti Vogts (2000. 11.–2001. 05.) - Klaus Toppmöller (2001. 07.–2003. 02.) - Thomas Hörster (2003. 02.–05.) - Klaus Augenthaler (2003. 05.–2005. 09.) - Rudi Völler (2005. 09.–10.) | - Michael Skibbe (2005. 10.–2008. 05.) - Bruno Labbadia (2008. 07.–2009. 06.) - Jupp Heynckes (2009. 06.–2011. 07.) - Robin Dutt (2011. 07.–2012. 04.) - S. Hyypiä és S. Lewandowski (2012. 04.–2013. 06.) - Sami Hyypiä (2013. 07.–2014. 04.) - Sascha Lewandowski (2014. 04.–06.) - Roger Schmidt (2014. 06.–2017. 03.) - Tayfun Korkut (2017. 03.–05.) - Heiko Herrlich (2017. 06.–2018. 12.) - Peter Bosz (2018. 12.–2021. 03.) - Hannes Wolf (2021. 03.–06.) - Gerardo Seoane (2021. 07.–2022. 10.) - Xabi Alonso (2022. 10.–2025. 05) - Erik ten Hag (2025. 05.– ) |

## Stadion

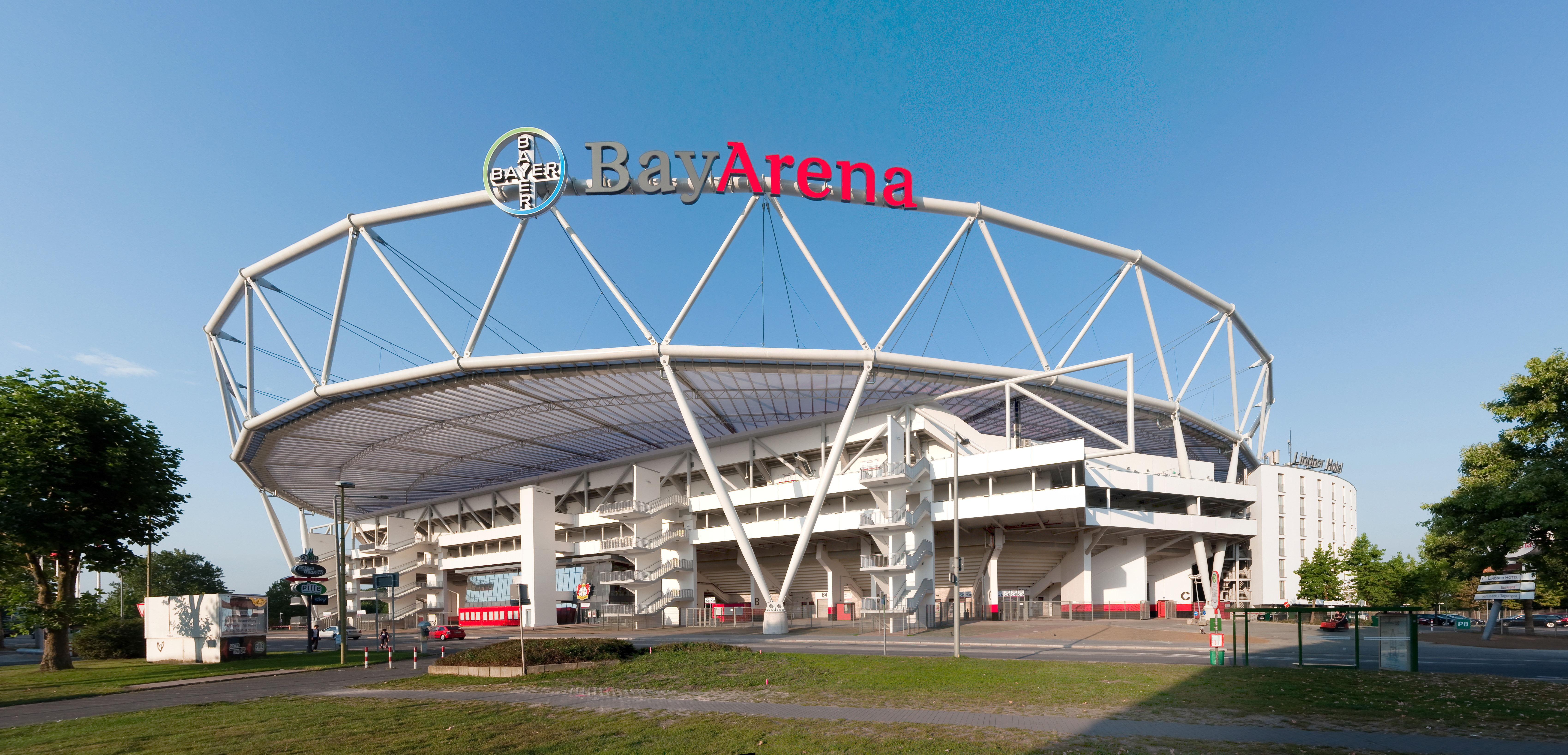
BayArena (2009)

A csapat tagjai 1923-ban két futballpályát építettek fel. A Bayer Platz-nak nevezett komplexum 9 évig adott otthont a Leverkusen hazai mérkőzéseinek. Miután a csapat feljutott a kölni körzet első osztályába, a Dhünnaue mezős területén új sportlétesítmény építésébe fogtak. Az Am Stadtparkra keresztelt stadion 1932. szeptember 4-én nyitotta meg kapuit. 1941-ben az Am Stadtpark köré fából lelátókat emeltek, így akár 15 ezren is láthatták a Bayer 04 egy-egy mérkőzését.
1954-ben, a saját régiója másodosztályában játszó csapat vezetősége egy modern sportlétesítmény létrehozása mellett döntött. 1956. április 23-án a klub elnökének, Dr. Fritz Jacobinak ásónyomaival indult el az új stadion építése, melyet az Am Stadtpartól nem messze, attól északra helyeztek el. Az épületegyüttest 1958. augusztus 2-án adták át, a 20 ezer férőhelyes stadiont a Bayer AG korábbi elnökéről, Ulrich Haberlandról nevezték el. 1963-ban reflektorokkal szerelték fel a pályát.
Miután 1979-ben a Leverkusen feljutott a Bundesligába, és a 80-as évek közepétől nemzetközi kupákon is részt vett, az Ulric-Haberland-Stadiont tetőszerkezettel látták el. 1988-ban már a kész – átlátszó – tető alatt hódították el az UEFA-kupát.1996 és '97 között az épület befogadóképességét 22500-ra növelték, majd egy évvel később talajfűtéssel látták el. 1998-ban a stadion új nevet kapott: BayArena. 1999-től az épület oldalában már helyet kaptak irodák, egy étterem és egy hotel is.
2007-ben alapvető átalakítási munkák kezdődtek meg, melynek során a BayArenát 30 ezer férőhelyesre bővítették. Az átépítés utáni első hivatalos mérkőzést 2009. augusztus 15-én játszotta a Leverkusen. 2013 nyara óta ismét vannak állóhelyek a stadionban.

## Szurkolók és rivalizálás

### Szurkolók és rajongói klubok

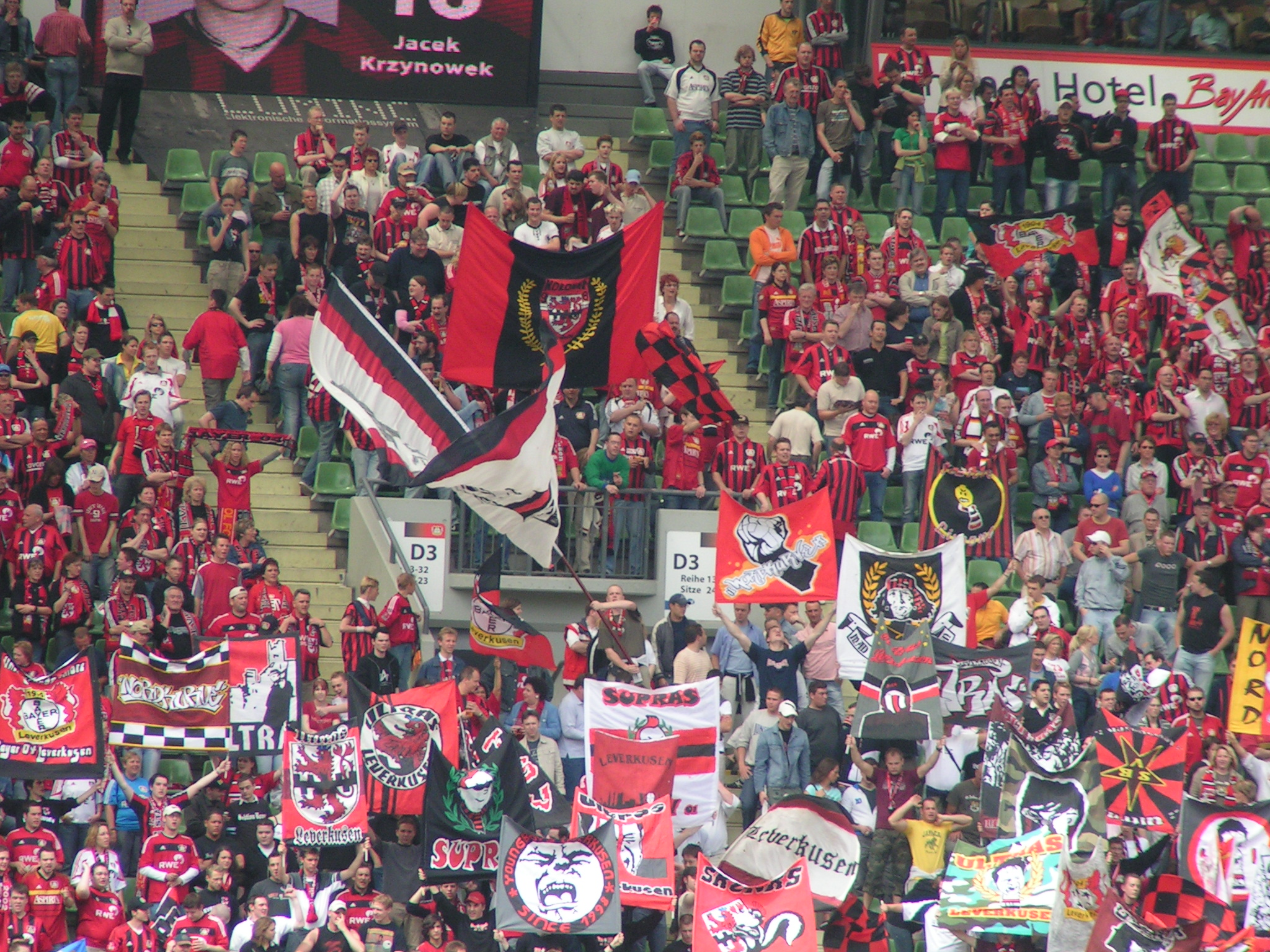
Leverkusen szurkolók

Kezdetben a Bayer 04-nek igen szűk szurkolótábora volt. Ennek oka, hogy Leverkusen egy több kis településből szervezett ipari város, mely csupán rövid történelmi múlttal rendelkezik. Később, a Bundesligába jutás küszöbén, 1976-ban alakult meg az első "hivatalos" rajongói klub: az 1. Fan-Club 1976. Alapítói – Gerd Wölwer és Karl-Heinz Groß – 1976. november 25-én egy klubházat nyitottak, ahol a gyógyszergyáriak szurkolói mezeket és zászlókat kaphattak egy-egy hazai mérkőzés előtt. A klub ezen kívül rendezvényeket, versenyeket és játékos-szurkoló találkozókat szervezett. (A csoport ma is létezik, címerük azonos a város címerével – vörös oroszlán – csak az oroszlán keze alatt egy labda látható.) A 80-as évek végén, 90-es évek elején a sikeres nemzeti és nemzetközi szereplés újabb rajongói klubokat hívott életre. Németország-szerte megközelítőleg 350 kör alakult, ezeknek többsége még ma is működik. 1989-ben megjelentek az első Leverkusen-ultrák, akik Mad Boyz Leverkusen néven tömörültek csoportba. Őket követték az 1990-ben alakult Soccer Boys és a Madness fiataljai.

2005 óta a Bayer-04-Club szervezi a szurkolói tevékenységeket. A klub kedvezményes jegyeket, szervezett utazásokat, játékos-szurkoló találkozókat és egyéb közös programokat biztosít a tagoknak. Havilapjuk a tagok számára ingyenesen elérhető BayArena Magazin. Egy 2010 januárjában végzett felmérés alapján a klub közel 25 ezer tagot számlál.

### Rivális és baráti együttesek

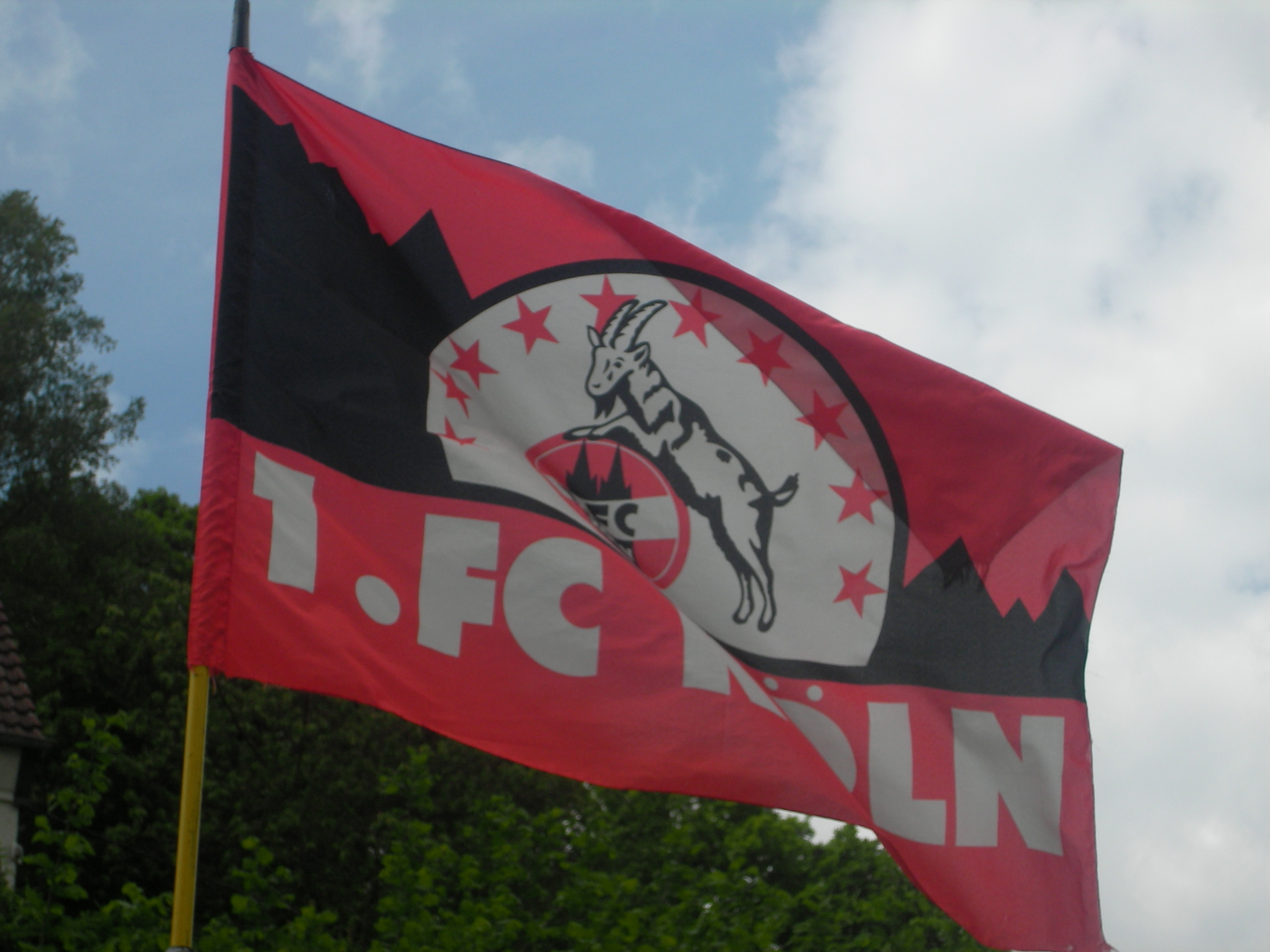
Az 1. FC Köln szurkolói zászlója

A Leverkusen legfőbb riválisa az 1. FC Köln. Találkozóik igazi rangadónak számítanak és rendszerint heves, indulatokkal teli mérkőzéseket hoznak. A két csapat szembenállása elsősorban földrajzi okokkal magyarázható – csak pár kilométer választja el a két várost, emellett (ezért) mindkét csapat szurkolótábora magáénak tudja a "Rajna-vidék csapata" címet.

A Bayer 04 szurkolói a klubhoz több szállal kötődő KFC Uerdingen 05 együttesét sem kedvelik. A 80-as évek végén sikeres krefeldi kiscsapatnak (egészen 1995-ig) a Bayer volt a főszponzora. Mérsékelt rivalizálás tapasztalható a Fortuna Düsseldorf szurkolóival szemben. Ugyan Kölnhöz hasonlóan Düsseldorf is szomszédos település, ám a két csapat viszonylag rövid közös múltra tekinthet vissza.

A Leverkusen szurkolóit baráti kapcsolat fűzi a Kickers Offenbach drukkereihez. A két szurkolótábor közös múltja az 1980/81-es Bundesliga szezonban kezdődött. A harmadik játéknapon a Bayer 04 az Eintracht Frankfurt csapatát fogadta és a 16. percben a hazai Jürgen Gelsdorf rendkívül durva szabálytalansága után az (akkor még) frankfurti Cha Bum-Kunt kórházba kellett szállítani. A meccset – és legjobb játékosukat elvesztő – frankfurti drukkerek bosszút esküdtek a gyógyszergyáriaknak. A február elején megrendezett visszavágón azonban a Frankfurt helyi riválisának, a Kickers Offenbach csapatának szurkolói társultak a Leverkusen drukkereivel, megvédve őket a frankfurti atrocitásoktól. Ezt a gesztust a Bayer 04 szurkolói sosem felejtik el.

Érdekesség még, hogy egy évvel később, az 1981/82-es szezon végén a két csapat osztályozót játszott egymással a Bundesligában maradásért (ill. feljutásért), melyet a Leverkusen nyert 3:1-es összesítéssel.

## Statisztikák

### Játékos rekordok
Az alábbi táblázatok adatai az 1977 utáni Leverkusen-játékosok Bundesliga szereplésére vonatkoznak. A vastagon kiemelt játékosok jelenleg is a Bayer 04 játékosai, adataik utolsó frissítési ideje: 2024.05.29.
|     | Név              | Évek      | Mérkőzések |
| --- | ---------------- | --------- | ---------- |
| 1.  | Rüdiger Vollborn | 1982–1999 | 401        |
| 2.  | Ulf Kirsten      | 1990–2003 | 350        |
| 3.  | Stefan Kießling  | 2006–2018 | 344        |
| 4.  | Carsten Ramelow  | 1996–2008 | 333        |
| 5.  | Thomas Hörster   | 1977–1991 | 332*       |
| 6.  | Simon Rolfes     | 2005–2015 | 288        |
| 7.  | Gonzalo Castro   | 2005–2015 | 286        |
| 8.  | Bernd Schneider  | 1999–2009 | 263        |
| 9.  | Jonathan Tah     | 2015–     | 258        |
| 10. | Lars Bender      | 2009–2021 | 256        |

|     | Név                | Évek      | Gólok | Gól/Meccs |
| --- | ------------------ | --------- | ----- | --------- |
| 1.  | Ulf Kirsten        | 1990–2003 | 182   | 0.52      |
| 2.  | Stefan Kießling    | 2006–2018 | 131   | 0.38      |
| 3.  | Herbert Waas       | 1982–1990 | 71    | 0.34      |
| 4.  | Dimitar Berbatov   | 2001–2006 | 69    | 0.45      |
| 5.  | Christian Schreier | 1984–1991 | 63    | 0.31      |
| 6.  | Csha Bomgun        | 1983–1989 | 52    | 0.28      |
| 7.  | Paulo Sérgio       | 1993–1997 | 47    | 0.39      |
| 8.  | Kevin Volland      | 2016–2020 | 44    | 0.38      |
| 9.  | Patrik Schick      | 2020–     | 43    | 0.48      |
| 10. | Arne Larsen Økland | 1980–1983 | 43    | 0.43      |

.*Thomas Hörster	332 Bundesliga mérkőzésen és 72 Bundesliga II (Nord) mérkőzésen lépett pályára Leverkusen-játékosként

## Mez

### Mezgyártó
A Leverkusen rendkívül sokáig hűséges maradt sportszergyártó vállalatához, hiszen a 70-es évektől kezdve egészen 2016-ig Adidas márkát használtak. Azonban 2015-ben a német óriáscég bejelentette, hogy változtat üzleti stratégiáján, más piacokra teszi át a hangsúlyt és nem hosszabbítja meg szerződését a Bayerrel. Több nagy cég neve is felmerült ezután – pl. Nike, Under Armour – ám féléves egyezkedés után, végül 2016. február 5-én a klub meglepetésre bejelentette, hogy 2+1 éves szerződést köt a hazai Jako sportszergyártó (kis)céggel. A német céggel történő hat év együttműködés után a csapat a fiatal, start-up alapú angol Castore sportszergyártóval szerződött le. A gyorsan terjeszkedő cégnek a Newcastle, a Wolves és a Rangers után a Leverkusen lett a negyedik jelentős partnere a futballban és az első a Bundesligában.  Az együttműködés a 2022-23-as idénnyel veszi kezdetét.

### Mezszínek
A Leverkusen alapszínei – az alapítástól kezdve – a vörös és a fekete voltak. A 30-as években jelent meg a mezeken a Bayer-logo, mely egészen a 90-es évekig uralta a pólók hasi oldalát. 1984-ben, amikor az SV Bayer 04 Leverkusen egyesült a TuS 04-lel, a csapat színei átmenetileg vörös-fehérre változtak. 1991-ben a Bayer-logo méretét lecsökkentették, és a mez hasi részen a gyógyszergyár különböző termékeit kezdték népszerűsíteni. 1994-ben a csapat harmadik mezeként újra feltűnt a klasszikus vörös-fekete szerelés, mely oly nagy sikert váltott ki a szurkolók között, hogy az 1995-ös szezonra (11 év után) ismét ez lett a hazai színösszeállítás. Az ezredforduló után a Bayer lemondott a mezszponzori jogáról, innentől kezdve különböző vállalatok hirdetnek a csapat trikóin.

| Csapatszínek | Csapatszínek | Csapatszínek |
| Csapatszínek |              |              |
| Csapatszínek |              |              |
|              |              |              |
| 1979–1982    |              |              |

| Csapatszínek | Csapatszínek | Csapatszínek |
| Csapatszínek |              |              |
| Csapatszínek |              |              |
|              |              |              |
| 1982–1984    |              |              |

| Csapatszínek | Csapatszínek | Csapatszínek |
| Csapatszínek |              |              |
| Csapatszínek |              |              |
|              |              |              |
| 1984–1985    |              |              |

| Csapatszínek | Csapatszínek | Csapatszínek |
| Csapatszínek |              |              |
| Csapatszínek |              |              |
|              |              |              |
| 1985–1986    |              |              |

| Csapatszínek | Csapatszínek | Csapatszínek |
| Csapatszínek |              |              |
| Csapatszínek |              |              |
|              |              |              |
| 1986–1987    |              |              |

| Csapatszínek | Csapatszínek | Csapatszínek |
| Csapatszínek |              |              |
| Csapatszínek |              |              |
|              |              |              |
| 1987–1988    |              |              |

| Csapatszínek | Csapatszínek | Csapatszínek |
| Csapatszínek |              |              |
| Csapatszínek |              |              |
|              |              |              |
| 1988–1989    |              |              |

| Csapatszínek | Csapatszínek | Csapatszínek |
| Csapatszínek |              |              |
| Csapatszínek |              |              |
|              |              |              |
| 1989–1990    |              |              |

| Csapatszínek | Csapatszínek | Csapatszínek |
| Csapatszínek |              |              |
| Csapatszínek |              |              |
|              |              |              |
| 1990–1991    |              |              |

| Csapatszínek | Csapatszínek | Csapatszínek |
| Csapatszínek |              |              |
| Csapatszínek |              |              |
|              |              |              |
| 1991–1992    |              |              |

| Csapatszínek | Csapatszínek | Csapatszínek |
| Csapatszínek |              |              |
| Csapatszínek |              |              |
|              |              |              |
| 1992–1993    |              |              |

| Csapatszínek | Csapatszínek | Csapatszínek |
| Csapatszínek |              |              |
| Csapatszínek |              |              |
|              |              |              |
| 1994–1995    |              |              |

| Csapatszínek | Csapatszínek | Csapatszínek |
| Csapatszínek |              |              |
| Csapatszínek |              |              |
|              |              |              |
| 1995–1996    |              |              |

| Csapatszínek | Csapatszínek | Csapatszínek |
| Csapatszínek |              |              |
| Csapatszínek |              |              |
|              |              |              |
| 1998–2000    |              |              |

| Csapatszínek | Csapatszínek | Csapatszínek |
| Csapatszínek |              |              |
| Csapatszínek |              |              |
|              |              |              |
| 2000–2002    |              |              |

| Csapatszínek | Csapatszínek | Csapatszínek |
| Csapatszínek |              |              |
| Csapatszínek |              |              |
|              |              |              |
| 2002–2004    |              |              |

| Csapatszínek | Csapatszínek | Csapatszínek |
| Csapatszínek |              |              |
| Csapatszínek |              |              |
|              |              |              |
| 2004–2006    |              |              |

| Csapatszínek | Csapatszínek | Csapatszínek |
| Csapatszínek |              |              |
| Csapatszínek |              |              |
|              |              |              |
| 2006–2008    |              |              |

| Csapatszínek | Csapatszínek | Csapatszínek |
| Csapatszínek |              |              |
| Csapatszínek |              |              |
|              |              |              |
| 2008–2010    |              |              |

| Csapatszínek | Csapatszínek | Csapatszínek |
| Csapatszínek |              |              |
| Csapatszínek |              |              |
|              |              |              |
| 2010–2012    |              |              |

| Csapatszínek | Csapatszínek | Csapatszínek |
| Csapatszínek |              |              |
| Csapatszínek |              |              |
|              |              |              |
| 2012–2013    |              |              |

| Csapatszínek | Csapatszínek | Csapatszínek |
| Csapatszínek |              |              |
| Csapatszínek |              |              |
|              |              |              |
| 2013–2014    |              |              |

| Csapatszínek | Csapatszínek | Csapatszínek |
| Csapatszínek |              |              |
| Csapatszínek |              |              |
|              |              |              |
| 2014–2015    |              |              |

| Csapatszínek | Csapatszínek | Csapatszínek |
| Csapatszínek |              |              |
| Csapatszínek |              |              |
|              |              |              |
| 2015–2016    |              |              |

| Csapatszínek | Csapatszínek | Csapatszínek |
| Csapatszínek |              |              |
| Csapatszínek |              |              |
|              |              |              |
| 2016–2017    |              |              |

| Csapatszínek | Csapatszínek | Csapatszínek |
| Csapatszínek |              |              |
| Csapatszínek |              |              |
|              |              |              |
| 2017–2018    |              |              |

| Csapatszínek | Csapatszínek | Csapatszínek |
| Csapatszínek |              |              |
| Csapatszínek |              |              |
|              |              |              |
| 2018–2019    |              |              |

| Csapatszínek | Csapatszínek | Csapatszínek |
| Csapatszínek |              |              |
| Csapatszínek |              |              |
|              |              |              |
| 2019–2020    |              |              |

| Csapatszínek | Csapatszínek | Csapatszínek |
| Csapatszínek |              |              |
| Csapatszínek |              |              |
|              |              |              |
| 2020–2021    |              |              |

| Csapatszínek | Csapatszínek | Csapatszínek |
| Csapatszínek |              |              |
| Csapatszínek |              |              |
|              |              |              |
| 2021–2022    |              |              |

| Csapatszínek | Csapatszínek | Csapatszínek |
| Csapatszínek |              |              |
| Csapatszínek |              |              |
|              |              |              |
| 2022–2023    |              |              |

| Csapatszínek | Csapatszínek | Csapatszínek |
| Csapatszínek |              |              |
| Csapatszínek |              |              |
|              |              |              |
| 2023–2024    |              |              |

### Mezszponzorok

A Barmenia Versicherungen a Leverkusen jelenlegi mezszponzora

A Bayer 04 Leverkusen mezszponzorai az alapítástól napjainkig
- 1904-1992: Bayer (gyógyszergyártó vállalat)
- 1992-1995: Talcid (Bayer AG termék)
- 1995-1997: Alka-Seltzer (Bayer AG termék)
- 1997-2000: Aspirin (Bayer AG termék)
- 2000-2001: Avanza (RWE)
- 2001-2007: RWE (energiaszolgáltató vállalat)
- 2007-2011: TelDaFax ENERGY (energiaszolgáltató vállalat)
- 2011-2013: SunPower (napenergiával foglalkozó vállalat)
- 2013-2016: LG Electronics (elektronikai vállalat)
- 2016-0000: Barmenia Versicherungen (biztosító társaság)

## Bayer 04 Leverkusen Frauen
A Bayer 04 Leverkusen női csapata 2008-ban alakult a TuS Köln rrh. csapatának megvásárlásával/megmentésével. 2010 és 2017 között a női első osztályban szerepelt, 2017-től a másodosztály tagja.

edző: Verena Hagedorn 